# Chrysler Corporation
A Chrysler Corporation egy amerikai autógyártó. 2014-től a  Fiat Chrysler Automobiles holding része. 1925-től a Chrysler az USA három legjelentősebb autógyártója közül – a Ford és a General Motors mögött – többnyire a legkisebbik volt.
Magyarországon legnépszerűbb modellje az Ausztriában is gyártott Chrysler Voyager.

## Nevezetesebb márkái
- DeSoto (1928–1961)
- Eagle (1989–1998)
- Fargo (1920-1972, bár a Chryslertől függetlenül ezt a teherautómárkát napjainkig is használják, például Törökországban)
- Imperial (1955–1975)
- Jeep (1941–)
- Plymouth (1928–2001)
- Valiant (1960–1976)
- Rootes Group
  - Commer (1905–1979)
  - Hillman (1907–1976)
  - Humber (1898–1975)
  - Karrier (1904–1970)
  - Singer (1901-1970?)
  - Sunbeam (1901–1978)
  - Talbot (1903–1983)
- Simca (1934–1970)

## Története

### Az 1920-as években

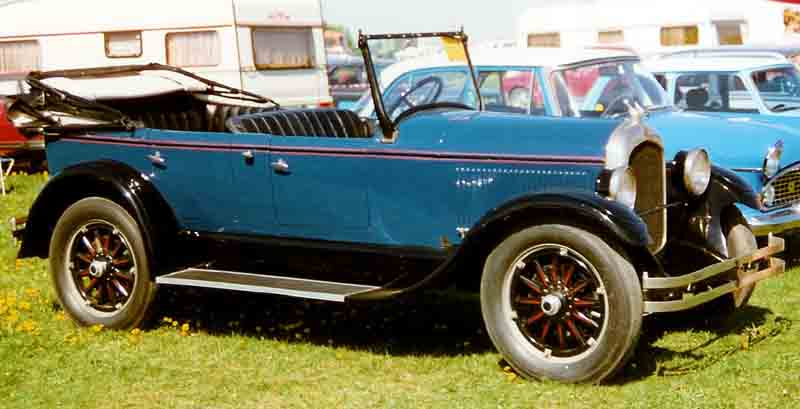
1924-es Chrysler 70.

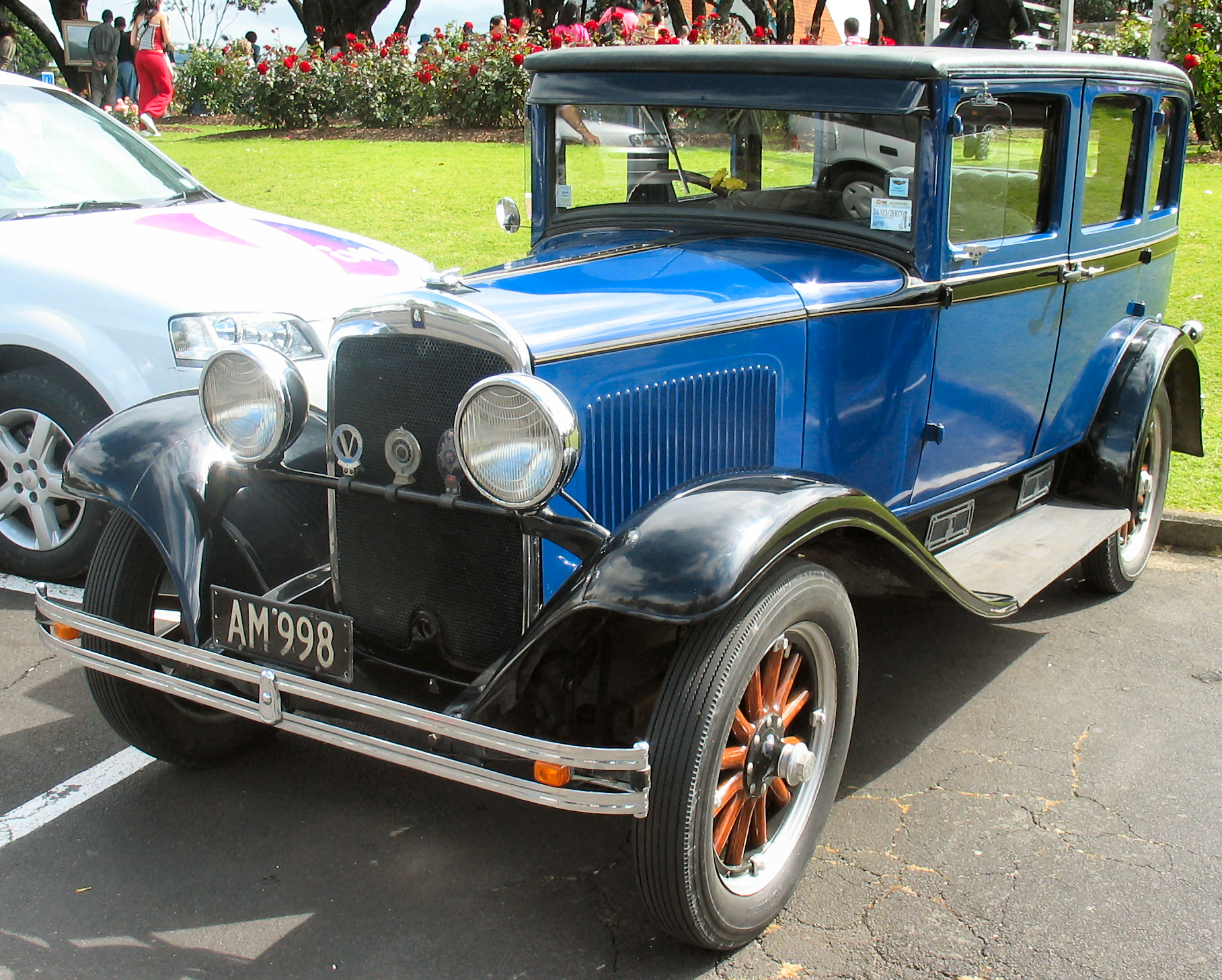
1928-as Plymouth.

A Chrysler Corporationt Walter P. Chrysler alapította 1925. június 6-án, a tönk szélén álló Maxwell Motor Company vagyontárgyait átvéve.
Walter Chrysler az 1920-as évek elején lépett be a már akkor gyengélkedő, 1904-ben alapított Maxwell-Chalmers Companyba. 1923-ban a Chalmers befejezte az autógyártást.
1924 januárjában Walter Chrysler bemutatta az első Chrysler modellt, egy, a többinél olcsóbb, hathengeres autót. Az autót a New York-i Commodore Hotelben mutatták be. Walter Chrysler az autót a New York Automobile Show autókiállításon szerette volna megmutatni a nagyvilágnak, de mivel a hathengeres Chryslert még nem gyártották sorozatban, az autó nem vehetett részt a kiállításon. A jó marketingérzékkel rendelkező Chrysler ezért ebben a manhattani luxusszállodában mutatta be autóját a potenciális befektetőknek. A stratégia bevált, a Chase Securities egyik bankembere 5 millió dollárt fektetett a már nagyrészt Walter Chrysler tulajdonában található Maxwell Motor Companyba. A hathengeres autót gyorsan piacra dobták – a megfizethető kategóriában ez volt a legnépszerűbb gyártmány.
1925. június 6-án tehát Walter Chrysler megvásárolta a Maxwell Motor Company fennmaradó részvényeit, és megalapította a Chrysler Corporationt. Az új vállalat rendkívüli növekedésnek indult.
1926 elejére a Chrysler Amerika-szerte majdnem 3800 kereskedéssel rendelkezett, az éves nyeresége meghaladta a 17 millió dollárt. A cég a következő évtized alatt egyre inkább felvirágzott, és több népszerű és jövedelmező modellt készített el, például az 1927-es Imperial 80-at. Ez az autó volt a Chrysler első ténylegesen lenyitható tetejű járműve, és szintén ez volt az első, amelyiknek már színes reklámkampánya volt.
1928-ban a Chrysler új márkákat vezetett be: a Plymouth alsó kategóriás, a DeSoto pedig közép kategóriás autókat készítette. A Chrysler emellett megvásárolt a Dodge testvérek autómárkáját is. Ezzel a lépéssel a Chrysler, a General Motorshoz hasonlóan, az autómárkák széles palettáját tudta kínálni.

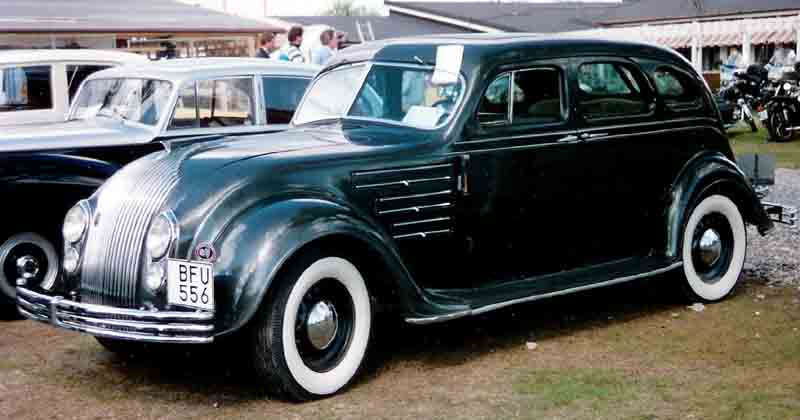
Chrysler Airflow 1934-ből

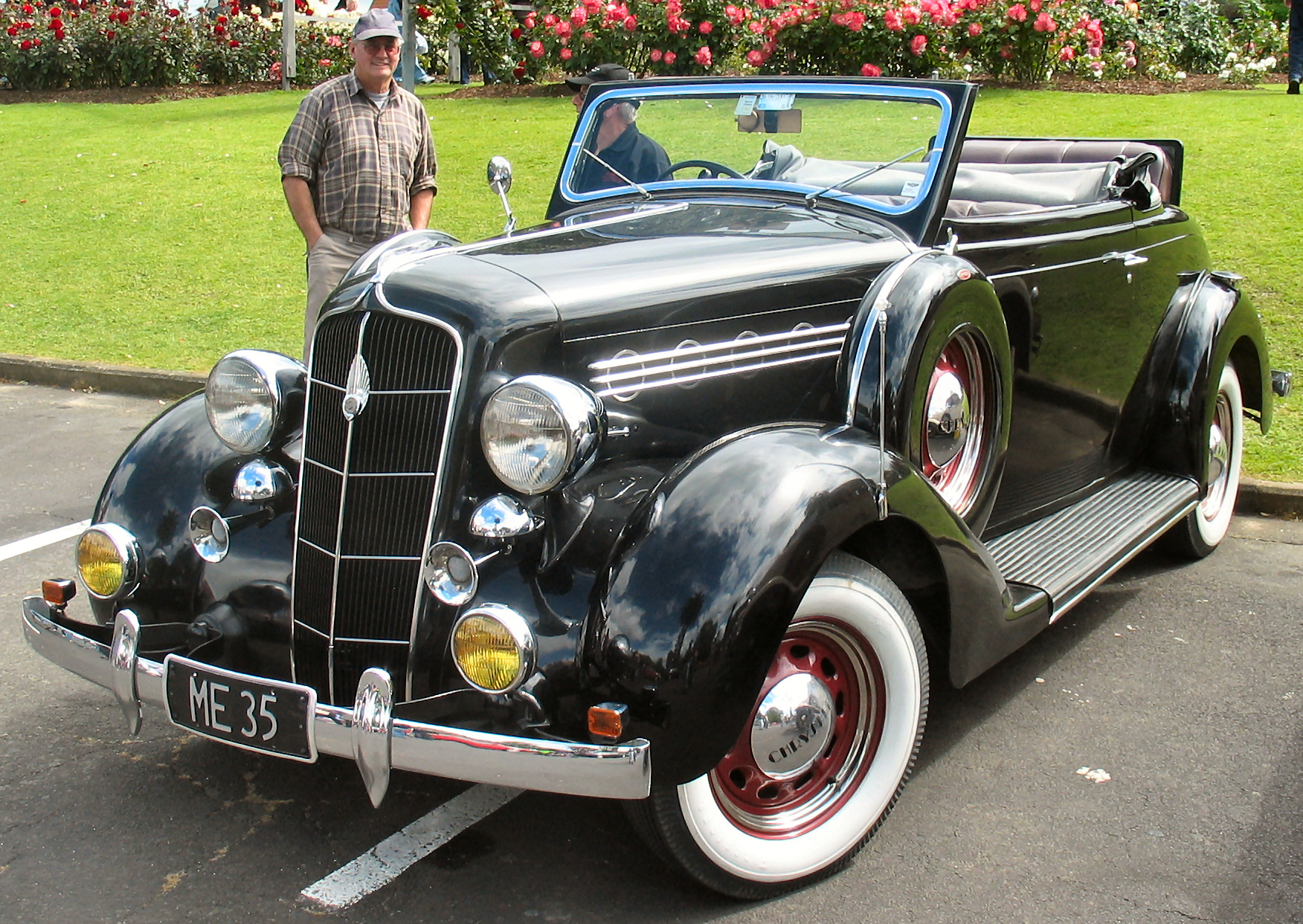
1935-ös Chrysler Deluxe

### Az 1930-as években
Az 1930-as évek során a Chryslerre egyaránt volt jellemző a műszaki újítások sorozata és a rendszeresen visszatérő pénzügyi krízisek kora. Az évtized végére a DeSoto és a Dodge egy pár szegmensben a Chyrsler cégcsoport többi leányvállalatának lett versenytársa.
A nagy gazdasági világválság évei alatt Walter Chrysler foggal-körömmel küzdött a cégéért. 1934-ben a Chrysler bemutatta a Chrysler Airflow-t. Ezzel a forradalmian új modellel a cég szakított a korábbi formatervezési szokásaival, és az aerodinamika tudományos alapjait használva alakította ki a szokatlan formát. A repülőgépekre emlékeztető alakjával az Airflow több jelentős műszaki áttörést is felmutatott (könnyített karosszéria, sebességrekordok). Az Airflow teszteléséhez a Chrysler megépítette az autóipar első szélcsatornáját. Sajnos mindezen innovációk ellenére az Airflow-t a közönség nem fogadta kitörő lelkesedéssel. A válság éveit a Chrysler az alacsony árkategóriás Dodge és Plymouth divízióknak köszönhetően élte túl, amelyek szokványos és népszerűbb modelleket gyártottak.
A Plymouth az olyan ritka márkák egyike, amely a gazdasági válság évei alatt növelte az eladásait. A Chrysler szintén ezekben az években alapította meg az alkatrészgyártással foglalkozó Mopart (Motor Parts), amely azóta is vezető szerepet foglal el az amerikai utángyártott alkatrészek piacán.

### Az 1940-es években

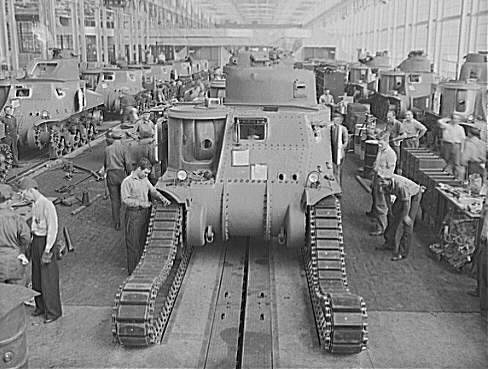
Detroiti üzem 1942-ben. Az M3 Lee közepes harckocsi gyártása.

Az Airflow bukása hideg zuhanyként hatott a Chrysler márka eladásaira és marketingjére. Az 1940-es és 50-es évek során egy pár kivétellel szinte semmilyen innovációt nem végeztek. Egy ilyen kivétel volt például az 1942-es DeSoto modellek közül néhányon megtalálható billenő fényszóró. A cégcsoportot ebben a korban a Chrysler hadiipari leányvállalata tartotta el, amely többek között az azóta híressé vált Jeepet is gyártotta.
Amerika második világháborús részvételéhez a Chrysler Corporation is hozzájárult a 25 és 28 tonna közötti tömegű harckocsik gyártásával. Az autósok szerencséjére azonban a háborús termelés nem lassította le a Chrysler autógyártását. Az 1940-es évek legjellegzetesebb Chrysler modellje az 1941-ben bemutatott luxusfurgon, a Town & Country volt. A későbbi, modern Town & Country mikrobusz elődje egyszerre kilenc főt szállíthatott. Ez a modell volt az első faoldalú gyártmány, és az új „woody” nagy népszerűségnek örvendezhetett. A kocsi indulóára a meglehetősen szerény 3970 dollárról indult.

### Az 1950-es évek

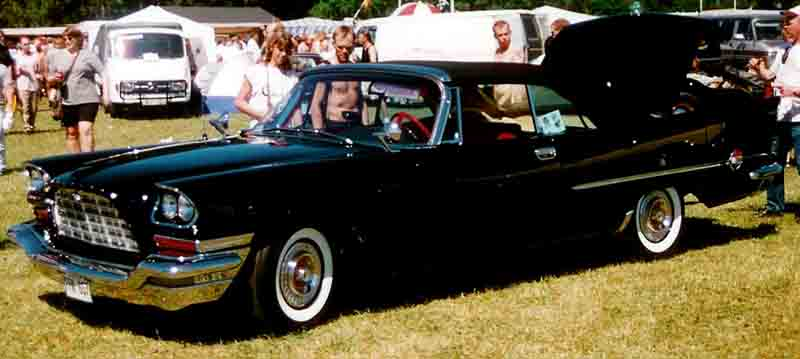
1957-es Chrysler 300C

A műszaki fejlesztéseket a Chrysler azonban tovább folytatta, és 1951-ben bemutatta a híres motorszéria első tagját, a V8-as HEMI-t.
1955-ben a világháborút követő nehéz formatervezési stílus könnyebbé vált, amikor Virgil Exner Forward Look reklámkampányával bemutatták az új modelleket. Ez a kampány egészen 1961-ig tartott. Az új modelljeivel a Chrysler lekörözte a konkurenseit, és egy pár maradandóan klasszikus formát hozott létre – ilyen volt az 1956-os Plymouth Fury és az 1957-es Chrysler 300C.
Az 1957-es Forward Look második generációs autóiba újításként bekerült a torziós felfüggesztési rendszer. A korábbi modellekkel ellentétben a jármű felfüggesztését nem légdugattyúkkal, hanem fémrugók megcsavarásával érték el. Az új rendszernek köszönhetően az autók tömegközéppontja vezetés közben lejjebb és hátrább került, és így jelentősen javult a vezetési élmény és a komfortérzés. A termelés felpörgése azonban minőségi gondokhoz vezetett, például könnyebben rozsdásodható kocsiszekrényhez. Az amerikai gazdaság recessziójával együtt ezeket a gondok a Chryslert egy újabb válságba taszították.

### Az 1960-as évek

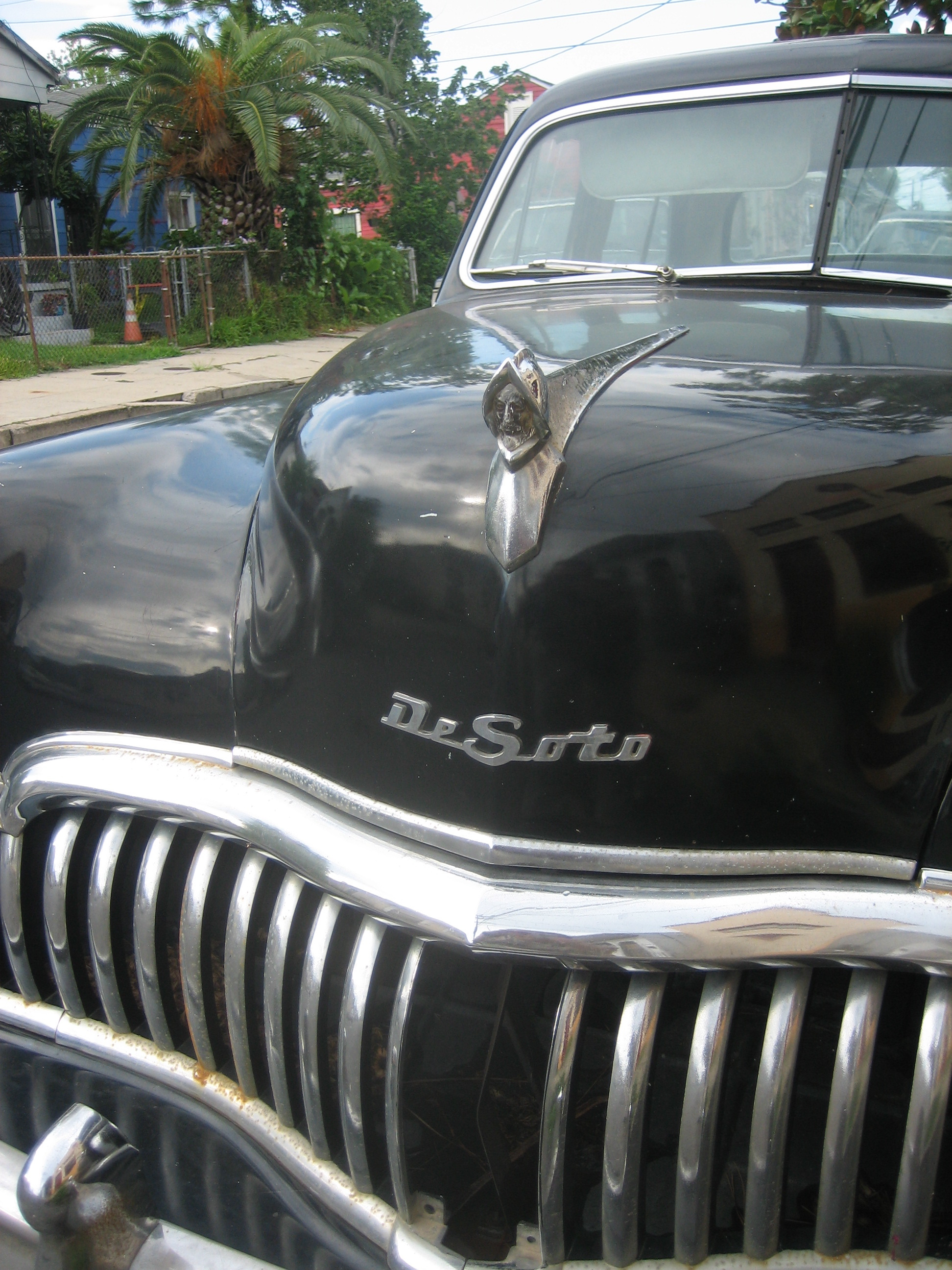
DeSoto az 1950-es évekből

Az 1960-as évek elején a cég egyszerre hajtott végre jó és rossz befektetéseket.
1960-ban a Chrysler a három nagy amerikai autógyártó közül bevezette az önhordó karosszériát. A unibody illetve monocoque néven is ismert elrendezést a napjainkban is használják – előnye, hogy a karosszéria sokkal merevebb, ezért az autó kevésbé hajlamos a kígyózásra. Az Imperial kivételével a Chrysler összes márkáját e sztenderd alapján építették tovább.
A Vailant új személyautó márka az 1950-es években gyors gyarapodásnak indult, és több mint egy évtizeden át egyre csak növelte a piaci részesedését. 1961-ben ezt a márkát beolvasztották a Plymouthba. Az 1960-as Vailantokba már szinkrongenerátorokat építettek, és 1961-től a Chrysler összes márkáját már szinkrongenerátorokkal árulták, az autóiparban elsőként.
A DeSoto márkánál az 1961-es modellek voltak az utolsók, ezután a Dodge széles választéka és a DeSoto márka általános perifériára kerülése miatt a DeSotót megszüntették. A Plymouth hasonló gondokkal nézett szembe, amikor a testvérvállalata, a Dodge, hasonló modellekkel állt elő és törte le a piaci részesedését. (Többek között ez is hozzájárulhatott a Plymouth márka pár évtizeddel későbbi eltűnéséhez). A Plymouth és a Dodge modelljeinek rosszul átgondolt 1962-es csökkentése több évre visszavetette a Chrysler eladásait és a cég jövedelmezőségét.

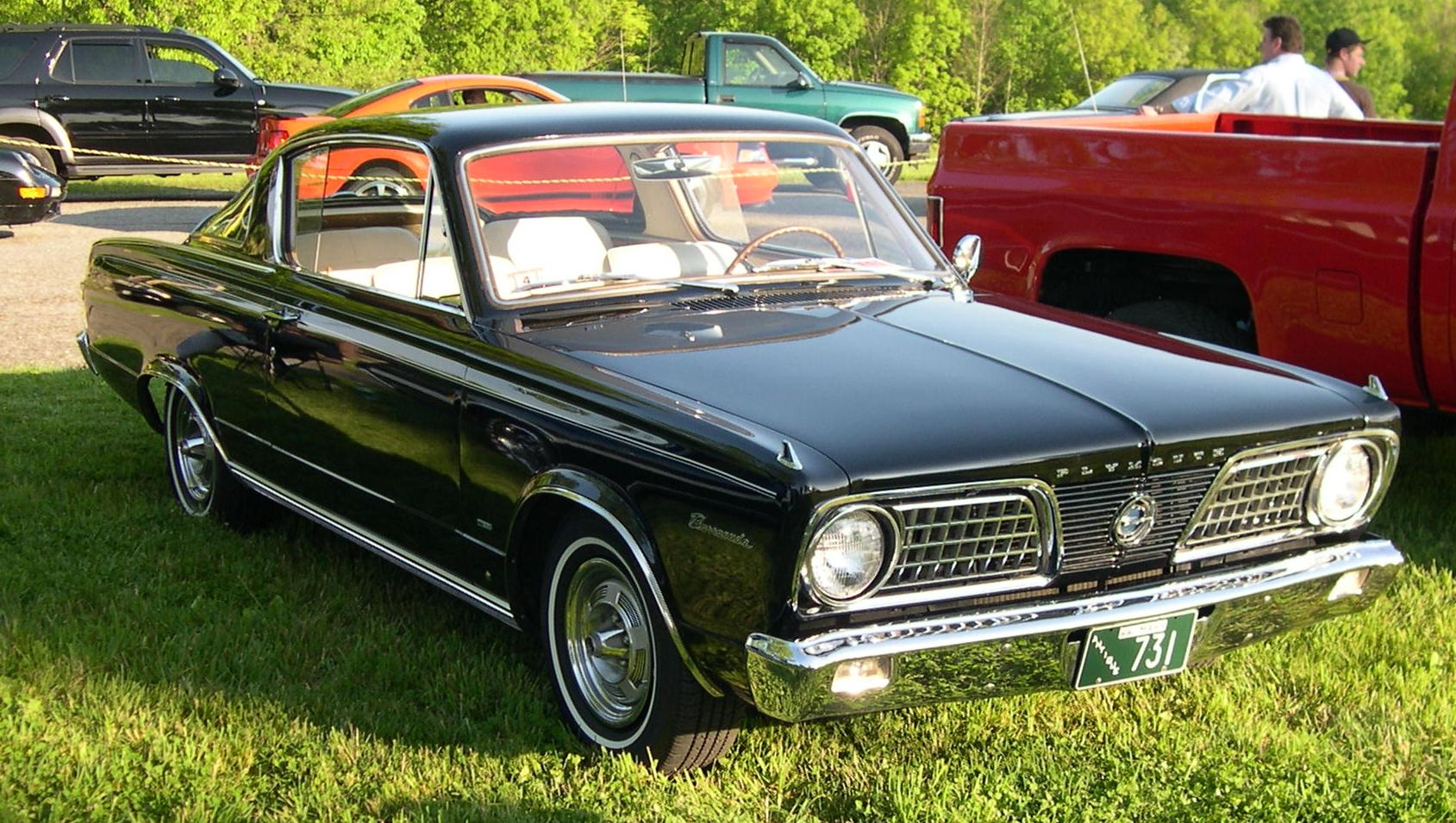
1966-os Plymouth Barracuda

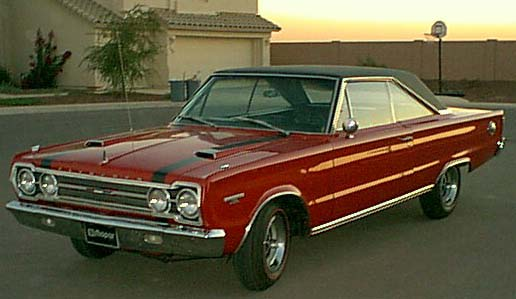
1967-es Plymouth GTX

1964 áprilisában a Chrysler bemutatta a Plymouth Barracudát, a Vailant kétajtós kistestvérét. A Barracuda hatalmas hátsó ablakával hamar nagy népszerűségre tett szert. Nagyjából két héttel a híres Ford Mustang előtt került piacra, ezért többen a Plymouth Barracudát tekintik az első pony carnak. A Barracuda sajátos formatervezésébe az emberek vagy az első látásra beleszerettek, vagy egy életre megutálták. A Barracuda magasabb minőségű gyártása ellenére a Mustangból 1964 áprilisa és 1965 augusztusa között tízszer többet adtak el.
1966-ban a Chrysler megkezdi az európai terjeszkedését. A brit Rootes Group, a spanyol Barreiros és a francia Simca megvásárlásával megalakul a Chrysler Europe. Ez a lépés fatális tévedésnek bizonyult, mivel abban a korban a brit autóipart jelentős feszültségek jellemezték. Többek között a Rootes üzemei elavultak voltak, termékeik felett elszaladt az idő. A Chrysler a saját márkája javára a Rootes összes márkáját kivonta a piacról. A Simcánál és a Barreirosnál valamennyivel jobb volt a helyzet, de az anyavállalat többi divíziójánál fellépő gondok miatt a Chrysler ezen előbbiek eladása mellett döntött. A Chrysler Europe részlegeit 1978-ban eladta a PSA (Peugeot-Citroën) konszernnek.
A Chrysler az amerikai piacon nagyobb sikerrel járt, és megalkotta az izomautók piacát. Először is a Hemi versenymotorjából készített egy utcai változatot is, majd egy sor elérhető árú ám csúcsteljesítményű, mára már legendássá vált izomautót is gyártott: a Plymouth Road Runnert, a Plymouth GTX-et és a Dodge Chargert. A NASCAR versenyeken elért előkelő helyezések megalapozták a Chrysler autógyár későbbi jó hírét.

### Az 1970-es években
A krízis és a siker évei a hetvenes években is egymást váltogatták. A technológiailag egyre elavuló, ám szerkezetileg szilárd négyajtós modellek az 1973-as olajválságot követően ismét jó eladásokat produkáltak, mivel a kisebb autók iránt újra megnőtt a kereslet. Az izomautók új sorozatába fektetett rengeteg erőfeszítést szinte egyik pillanatról a másikra elfújta az olajárak 1974-es rekordára. A Barracuda gyártását pontosan a gyártás megkezdésének tizedik évfordulójának napján szüntették meg.

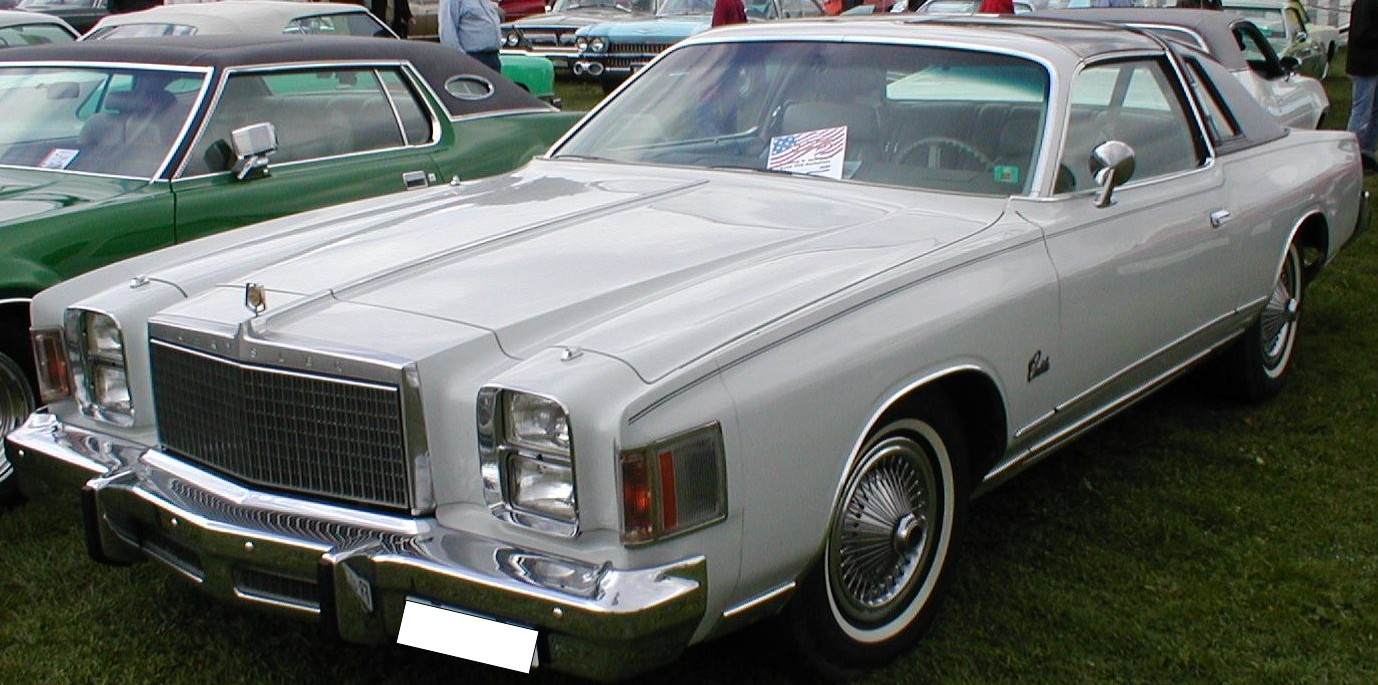
1978-as Chrysler Cordoba

Az évtized közepén a Chrysler jelentős sikereket ért el a Chrysler Cordoba modellel, a luxuskategóriájú személyautók szegmensének első képviselőjével. A Dodge Aspen/Plymouth Volaré ikerpár 1976-os megjelenése azonban nem volt képes megismételni a Valiant sorozat sikerét. A sorozatos kudarcok miatt a cég egyre csak hátráltatta belépését a kisméretű városi autók egyre jelentőségteljesebb szegmensébe. A gondokat csak tovább növelte a Chrysler Europe 1977-es összeomlása. Az európai leányvállalatot 1978-ban megvette a Peugeot. A sors fintora, hogy a Peugeot segített a Chryslernek a Dodge Omni és Plymouth Horizon megtervezésében – ezt a modellt később Franciaországban Talbot Horizon néven hozta forgalomba. (A Horizon utódja lett az eredetileg Talbot Arizona, ám a Talbot márka megszüntetésével a Peugeot az új autónak a Peugeot 309-es nevet adta).

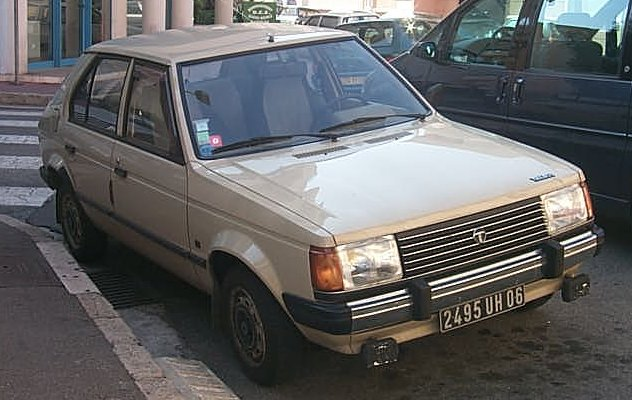
Chrysler / Talbot Horizon

Nem sokkal ezután a saját márka alatt Mitsubish Galantokat gyártó az ausztrál leányvállalatot, a Chrysler Australiát eladták a Mitsubishi Motorsnak. A Horizon éppen csak elkezdett megjelenni az amerikai piacokon, amikor beütött az 1979-es második olajválság. Az izomautók és a Chrysler többi nagy autójának eladásai szinte a nullára zuhantak vissza, és a cégnek nem voltak a hirtelen megváltozott piac számára megfelelő modelljei.
A tönk szélére került Chrysler 1979. szeptember 7-én egy másfél milliárd dolláros hitelgaranciát harcolt ki az amerikai kormánytól, hogy így kerülje el a biztos csődöt. Ugyanekkor lépett a cégcsoport élére Lee Iacocca, a Ford egyik korábbi igazgatója, akinek hosszú évek munkájával sikerült helyreráznia a céget. A hitelgaranciát a Chrysler Corporation Loan Guarantee Act of 1979 nevű törvénnyel szavazta meg a kongresszus, miután a Chrysler munkásai és a szinte összes kongresszusi választókerületben található Chrysler autószalonok munkanélküliségtől tartó alkalmazottai erős lobbizásba kezdtek. A hitelgaranciának köszönhetően a Chrysler fennmaradt, és többek között kidolgozta az a mikrobusz koncepciót, amely a mai napig is a cégcsoport egyik legerősebb szegmense.

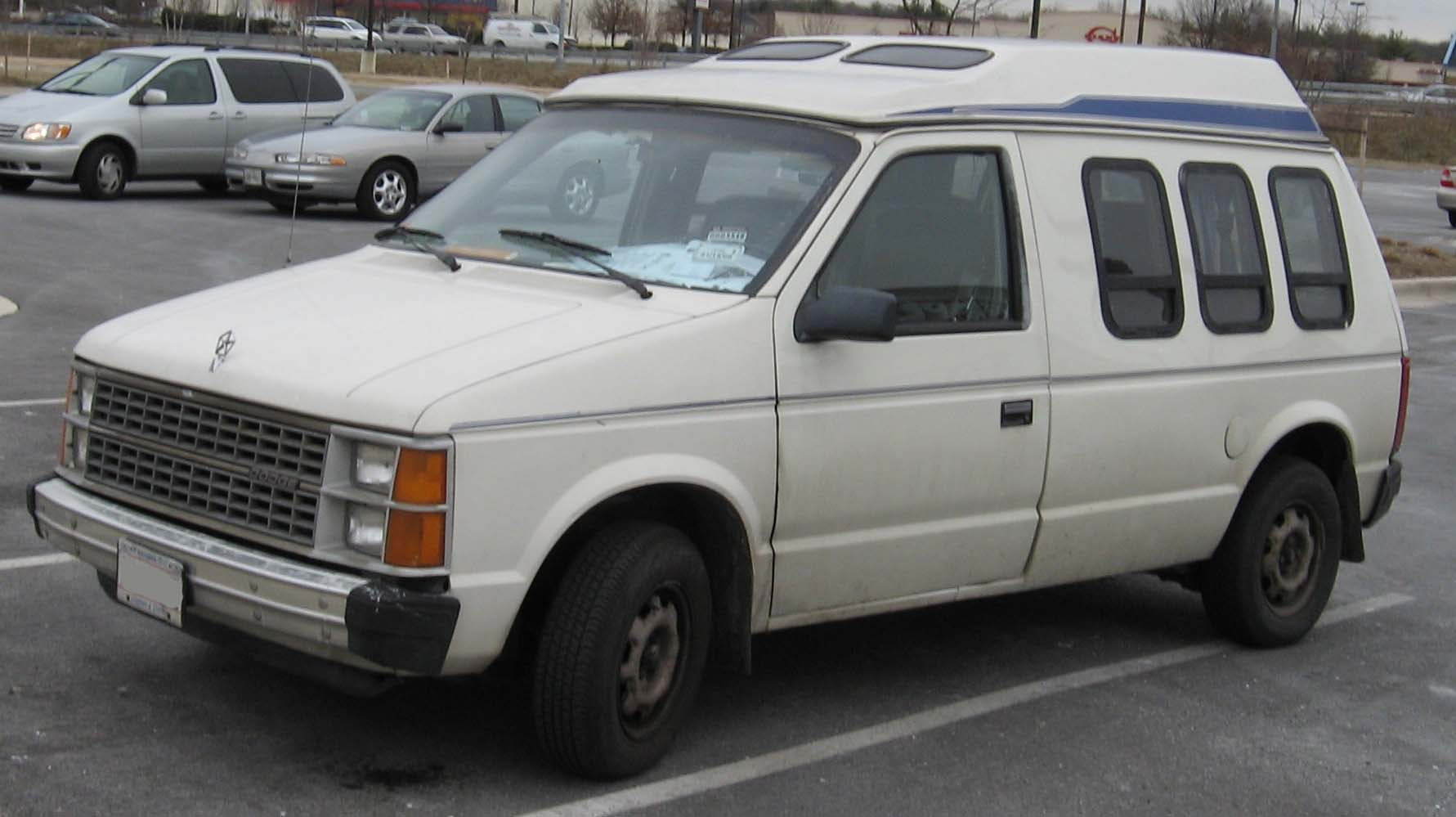
Dodge Caravan, az első mikrobusz

### Az 1980-as években
A nyolcvanas évek elejére a Chrysler törlesztette a felvett kölcsönöket, és az úgynevezett K-car platformra gyártott modelljei a piacon sikerre találtak. A Mitsubishivel kialakított Diamond Star Motors vegyesvállalatnak köszönhetően a kompakt autók piacán is erősíteni tudott. A Chrysler 1987-ben a Renault-tól megvásárolta az American Motors Corporationt. Az AMC fő modellje a híres Jeep volt, bár az Eagle Premier is jól jött a Chrysler LH platformjának kialakításához (Chrysler Concorde, Dodge Intrepid, Chrysler New Yorker).

### Az 1990-es években
Az évtized elején a Chrysler újra lépéseket tett az európai piacra való visszatérés irányába. Ausztriában Linz mellett létrehozott egy Voyager összeszerelőüzemet, 1993-ban pedig a brit piac számára elkezdett jobbkormányos Jeep modelleket gyártani. Az évtized végére a Chrysler vakmerő modelljeinek köszönhetően (Chrysler PT Cruiser, Dodge Ram, Dodge Viper, Plymouth Prowler) erős piaci helyzetbe került.

### A Daimler-Chrysler (1998 - 2007)
1998-ban a Chrysler összeolvadt a német Daimler AG-val és együtt létrehozták a DaimlerChrysler céget. A folyamat elején egy egyenrangú fúzióról volt szó, ám idővel kiderült, hogy a páros domináns tagja a Daimler-Benz lett. Ezt mi sem illusztrálja jobban annál, hogy nem sokkal az összeolvadás után a Chrysler egy újabb pénzügyi krízisben találta magát, ami miatt vészesen alacsony szintre zuhant a közös cég részvénye és ez pánikot váltott  ki a cég német vezetésénél.[forrás?]
A Plymouth márkát 2001-ben leállították és a platformok illetve az alkatrészek közös felhasználásával további költségcsökkenéseket értek el. A Chrysler Crossfire az első Chrysler típus, amely a Mercedesekkel közös alkatrészeket használ. 2004-ben bejelentik egy új V8-as HEMI motor megjelenését. Az új modelleknek és technológiáknak köszönhetően a Chrysler már döntő mértékben járult hozzá a DaimlerChrysler nyereségességéhez.[forrás?]
Bár 2007 januárjában az amerikai piacon a DaimlerChrysler (a luxuskategóriás Mercedes és Maybach típusokat kivéve) több járművet értékesített, mint a hagyományosan második helyet elérő Ford. A cégcsoport ugyanakkor a Toyotánál alacsonyabb eladásokat produkált.

### 2007 után
2007. május 14-én a DaimlerChrylser AG bejelentette, hogy a Chrysler 80,1%-át eladja a Cerberus Capital Management, L.P. amerikai befektetési társaságnak. A 2007. augusztus 3-án lezárult tranzakció végére a Chrysler cégneve Chrysler LLC lett. Ekkor mutatták be a cég régi-új logóját is, amely visszatért a Chrysler hagyományos ötágú csillagához.
Miután a gazdasági világválság hatására a Chrysler 2008 végén és 2009 elején hatalmas veszteségeket szenvedett el, 2009. április 27-én a Daimler AG megállapodott a Cerberusszal, hogy átengedi megmaradt 19,9%-os részesedését a befektetési alapnak, és befizet 600 millió dollárt a Chrysler nyugdíjalapjába. Három nappal később, 2009. április 30-án a Chrysler csődöt jelentett az amerikai szövetségi csődtörvény 11. szakasza alapján. Ez a típusú csődeljárás lehetővé teszi a cég reorganizációját, és tipikusan nem jár a cég felszámolásával. Ezzel egyidejűleg a cég bejelentette, hogy partneri kapcsolatra lép az olasz Fiat céggel.

## Modellek

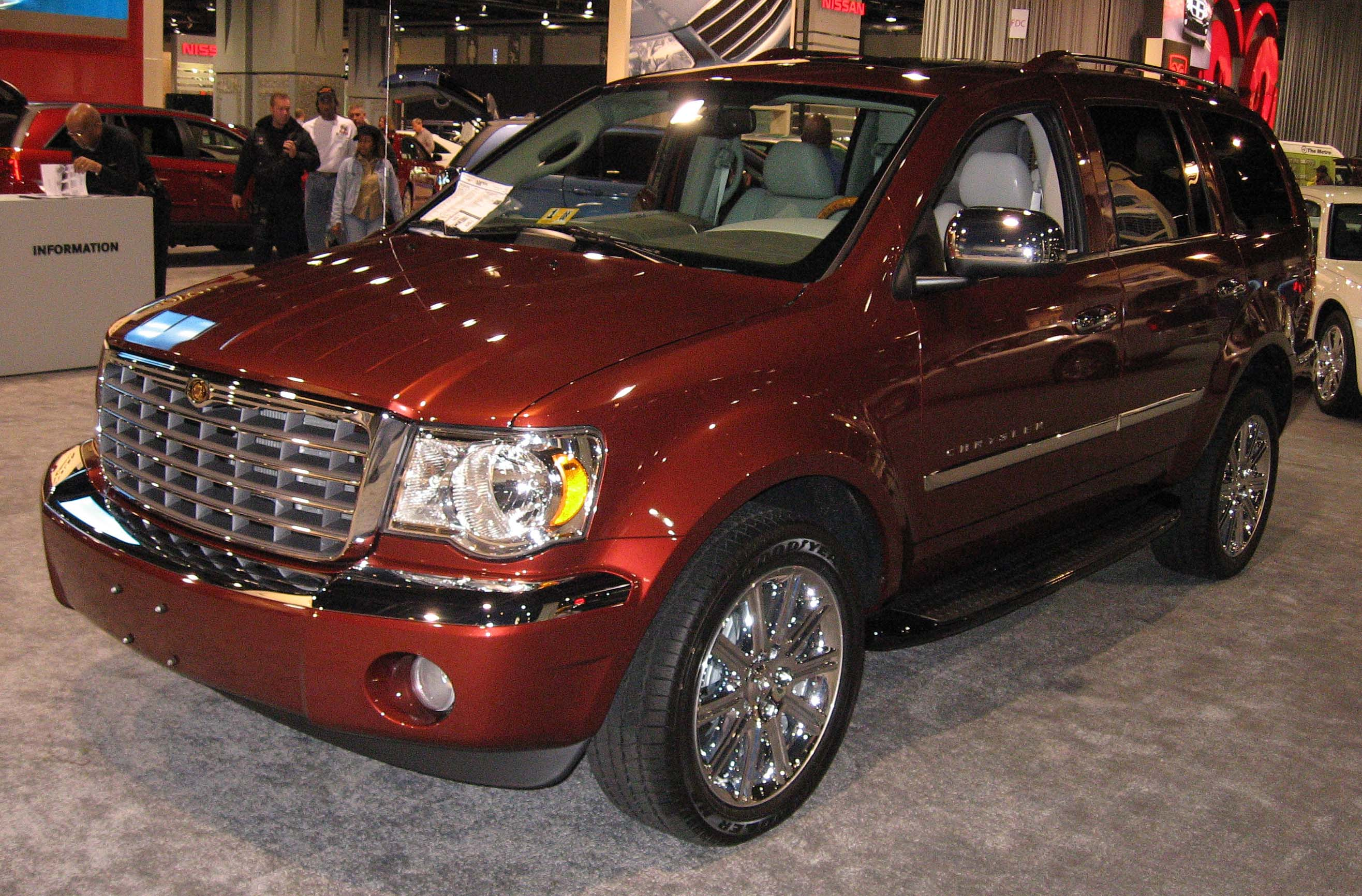
Aspen (Chrysler)
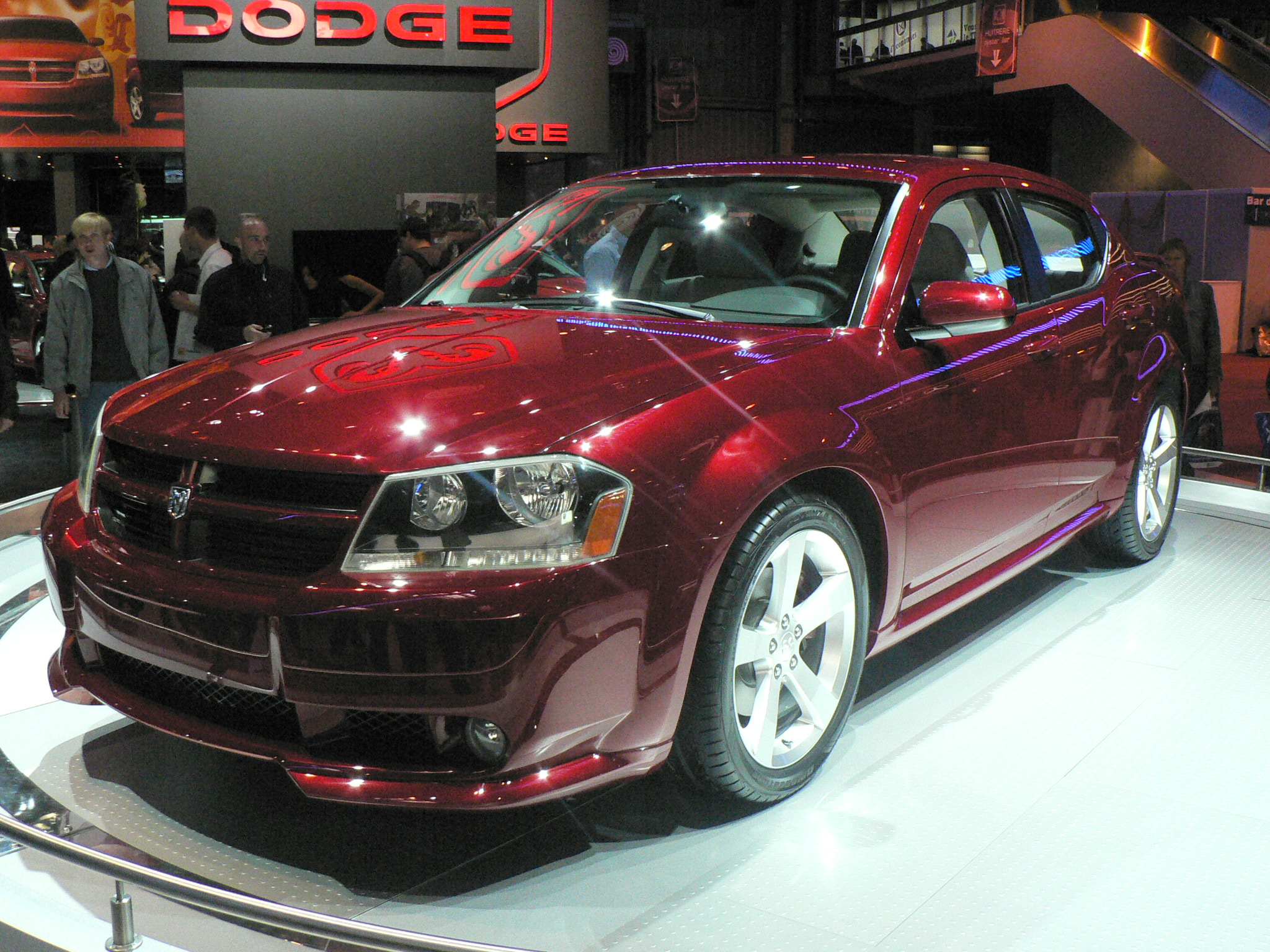
Avenger (Dodge)
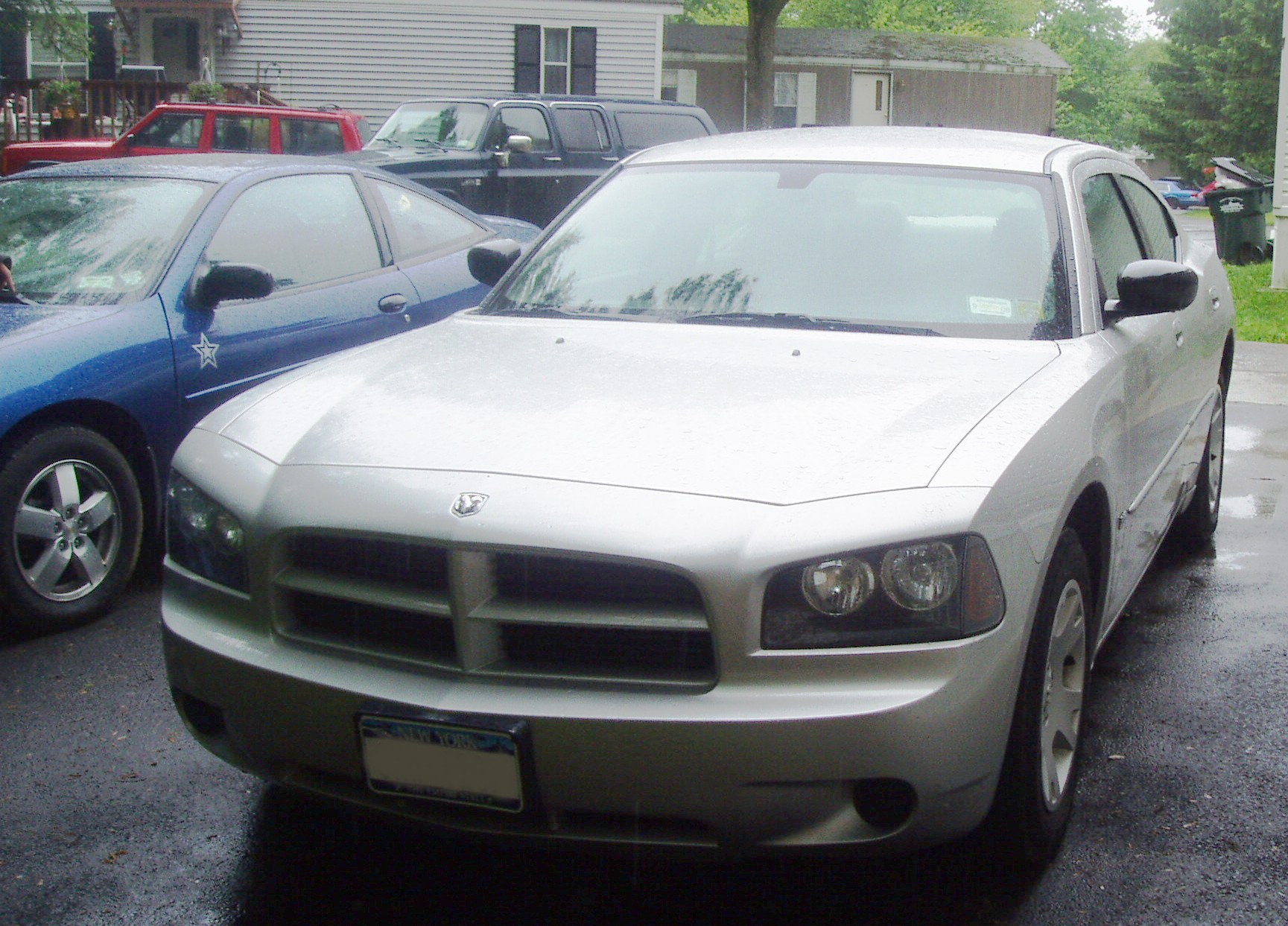
Charger (Dodge)
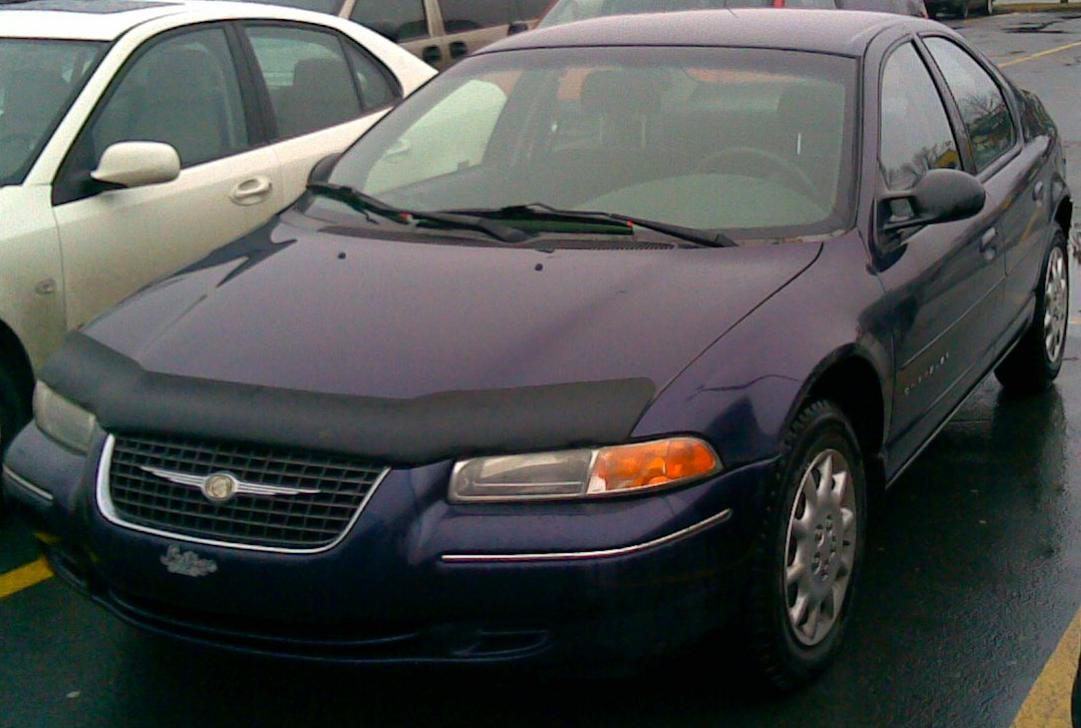
Cirrus / Stratus / Breeze (Chrysler, Dodge & Plymouth)
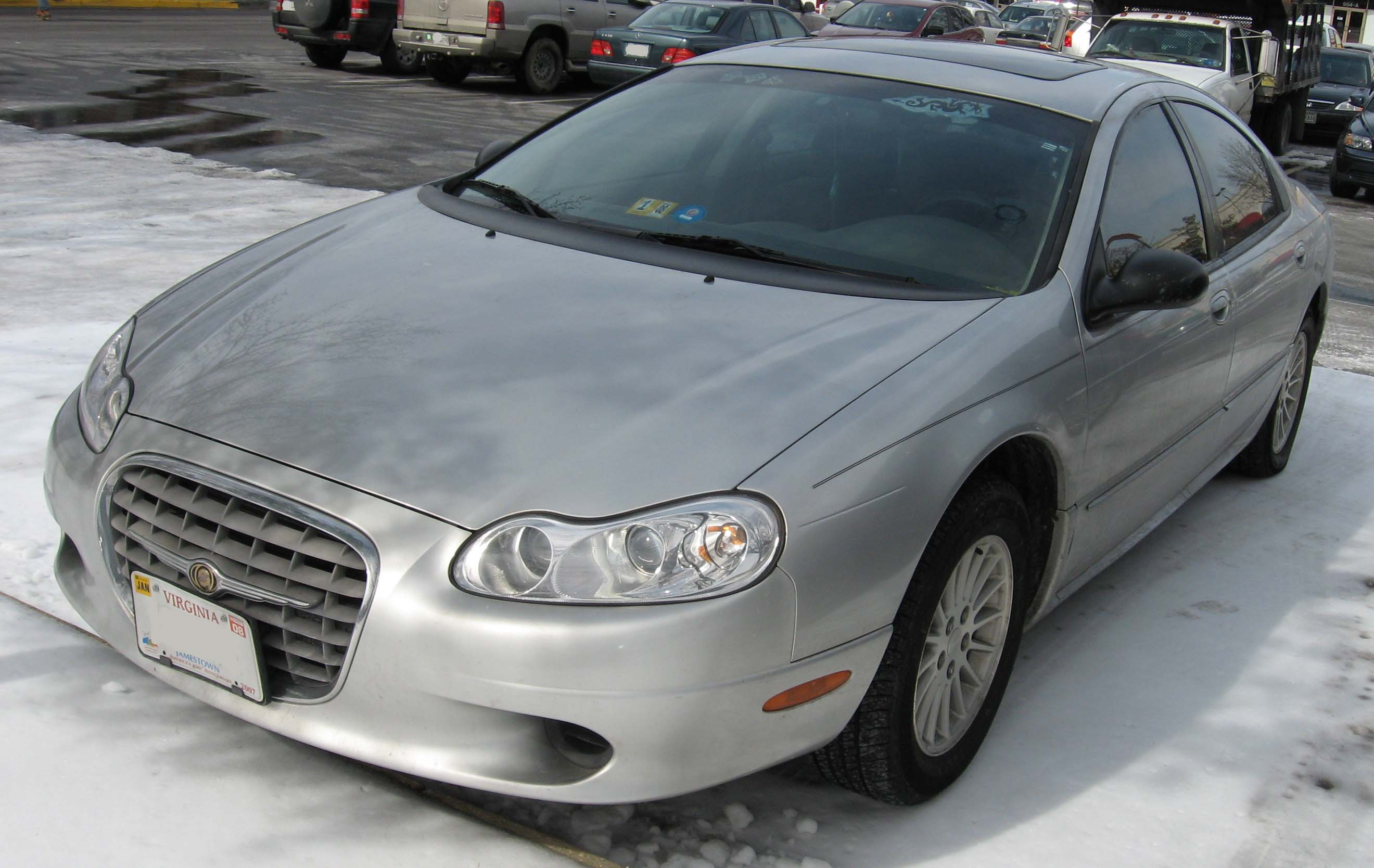
Concorde / LHS (Chrysler)
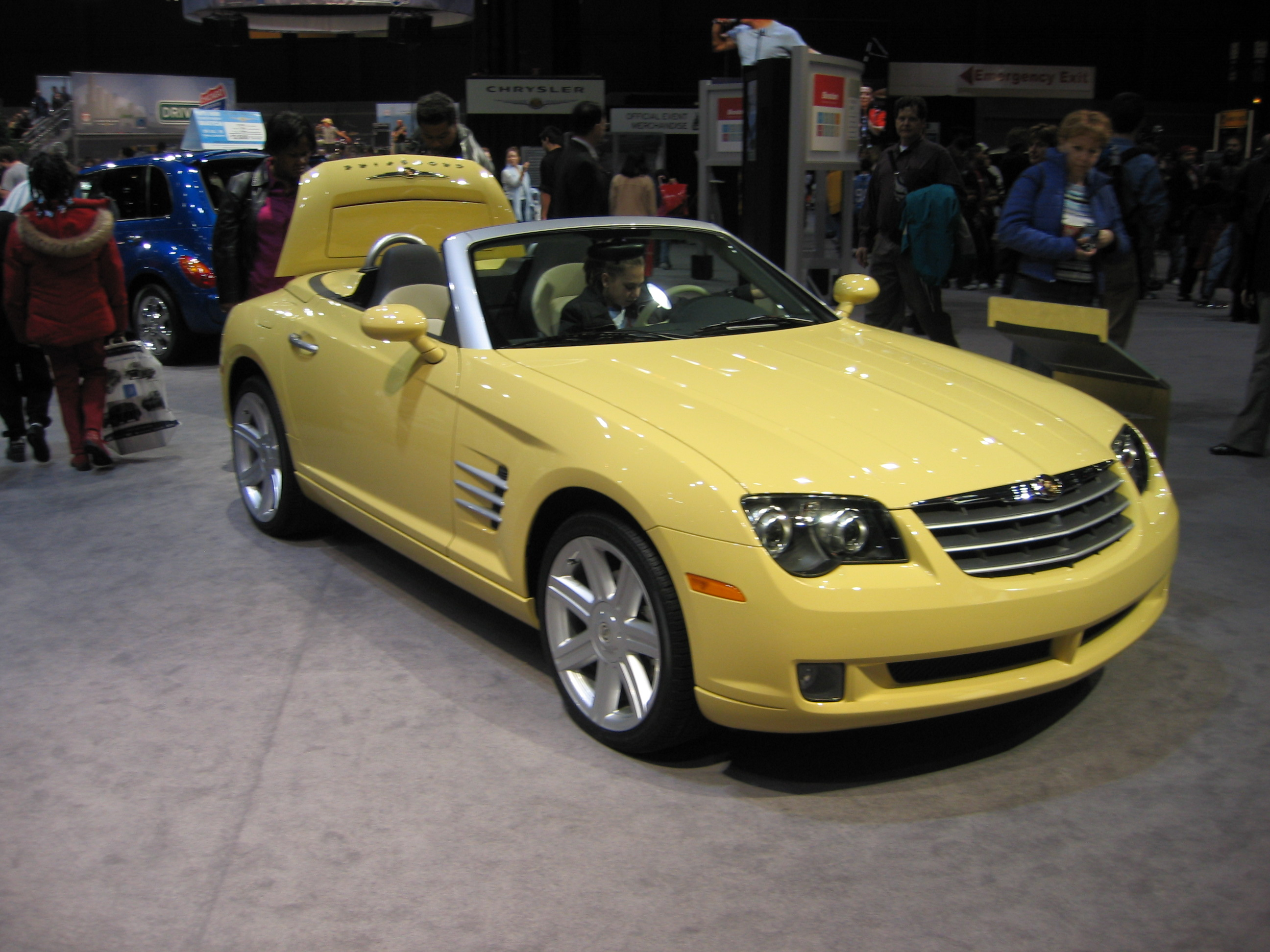
Crossfire (Chrysler)
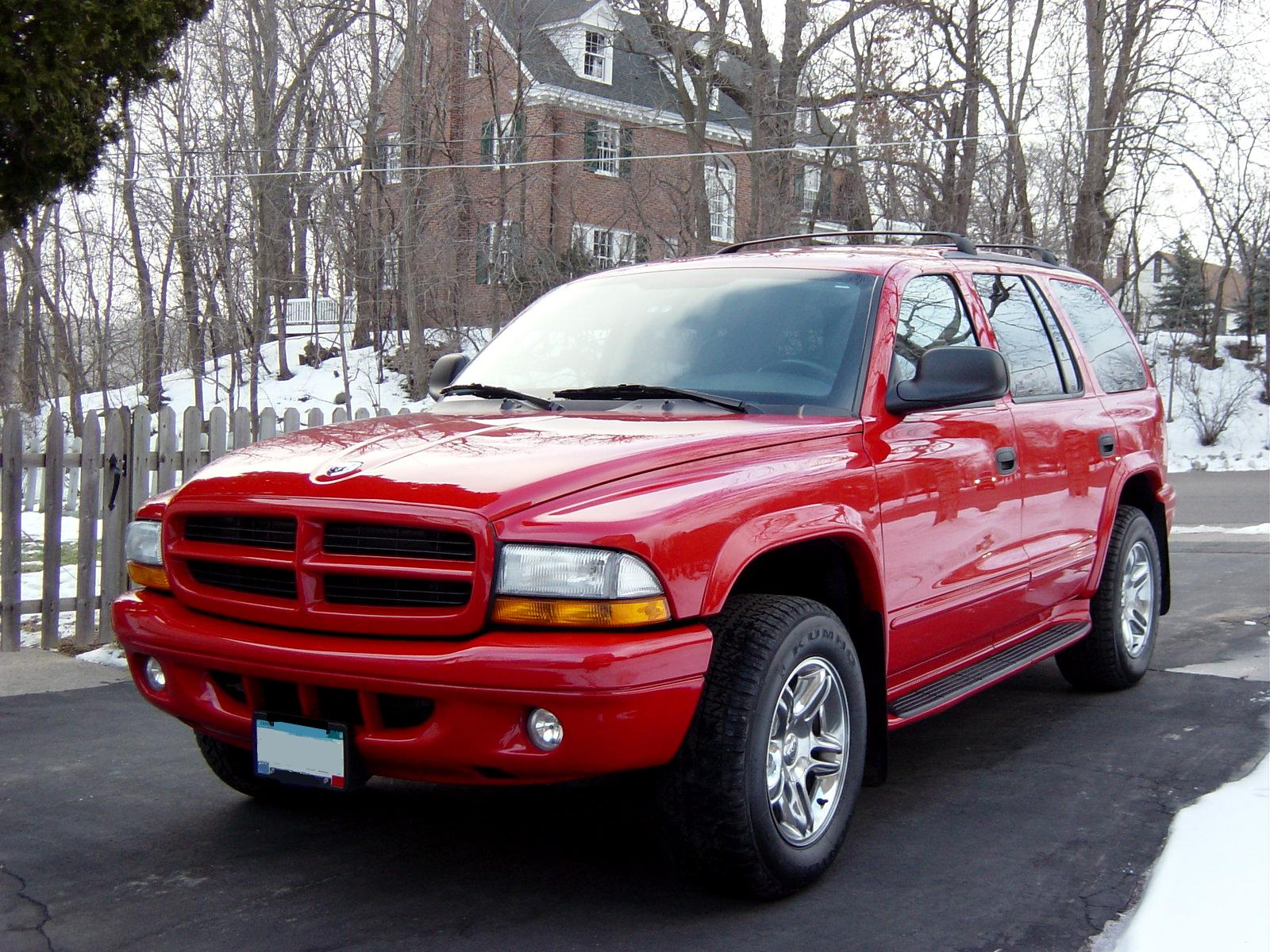
Dakota / Durango / Ram(Dodge)
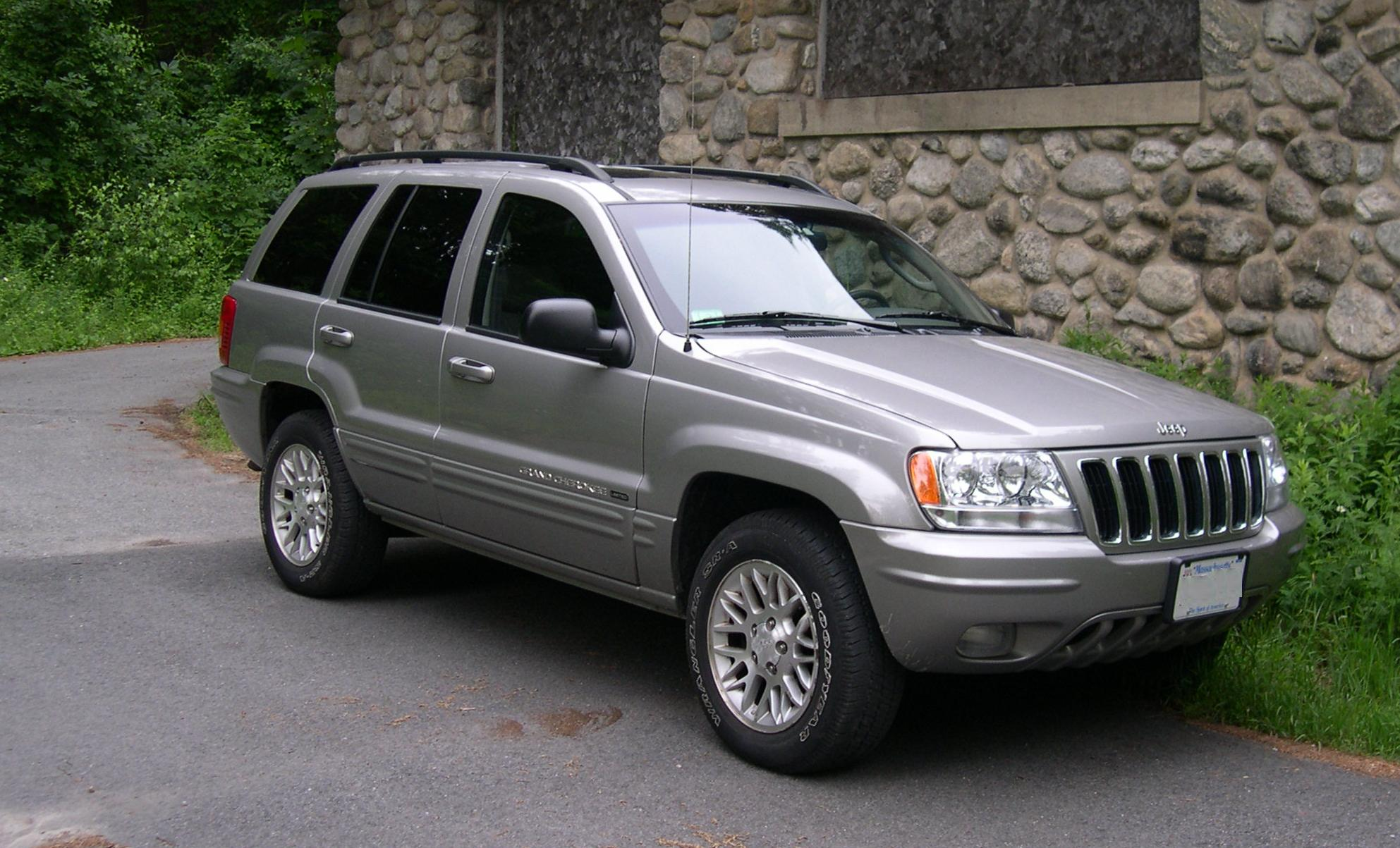
Grand Cherokee (Jeep)
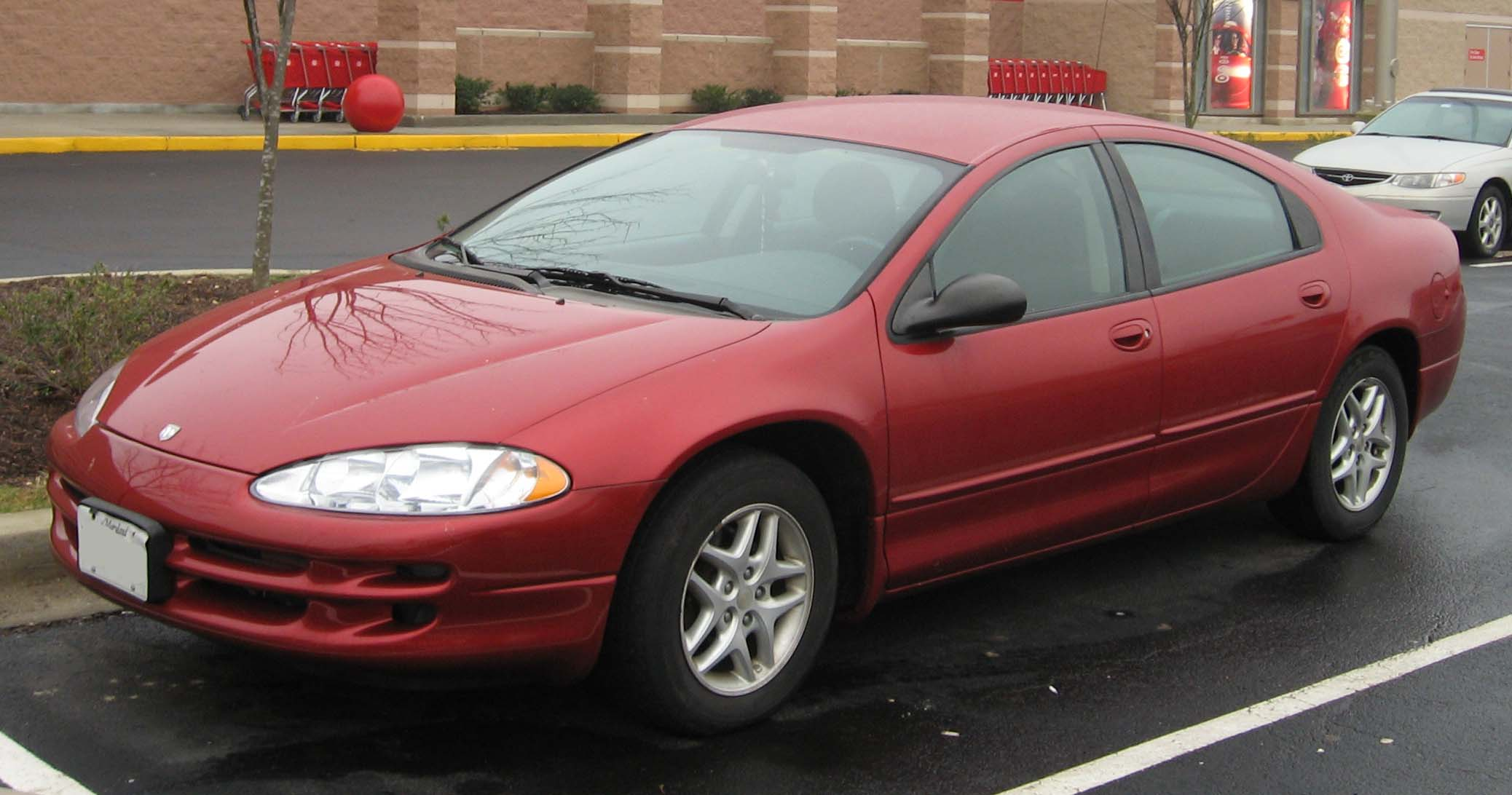
Intrepid (Chrysler & Dodge)
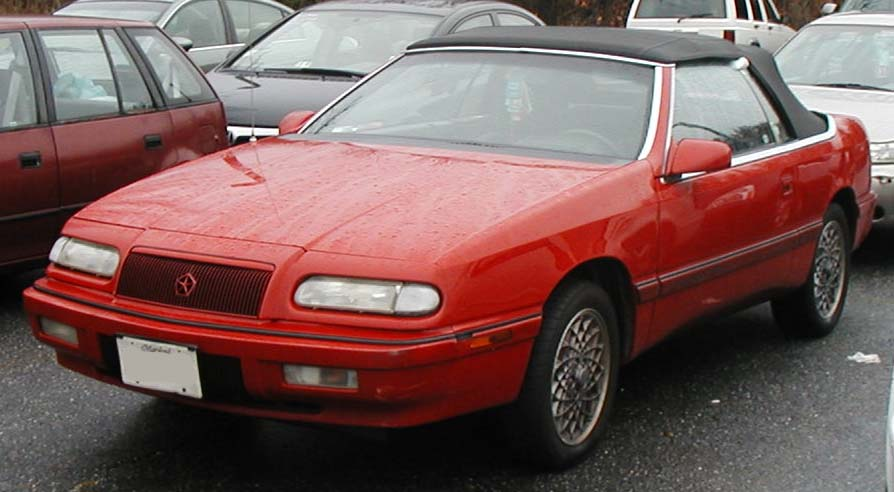
LeBaron (Chrysler)
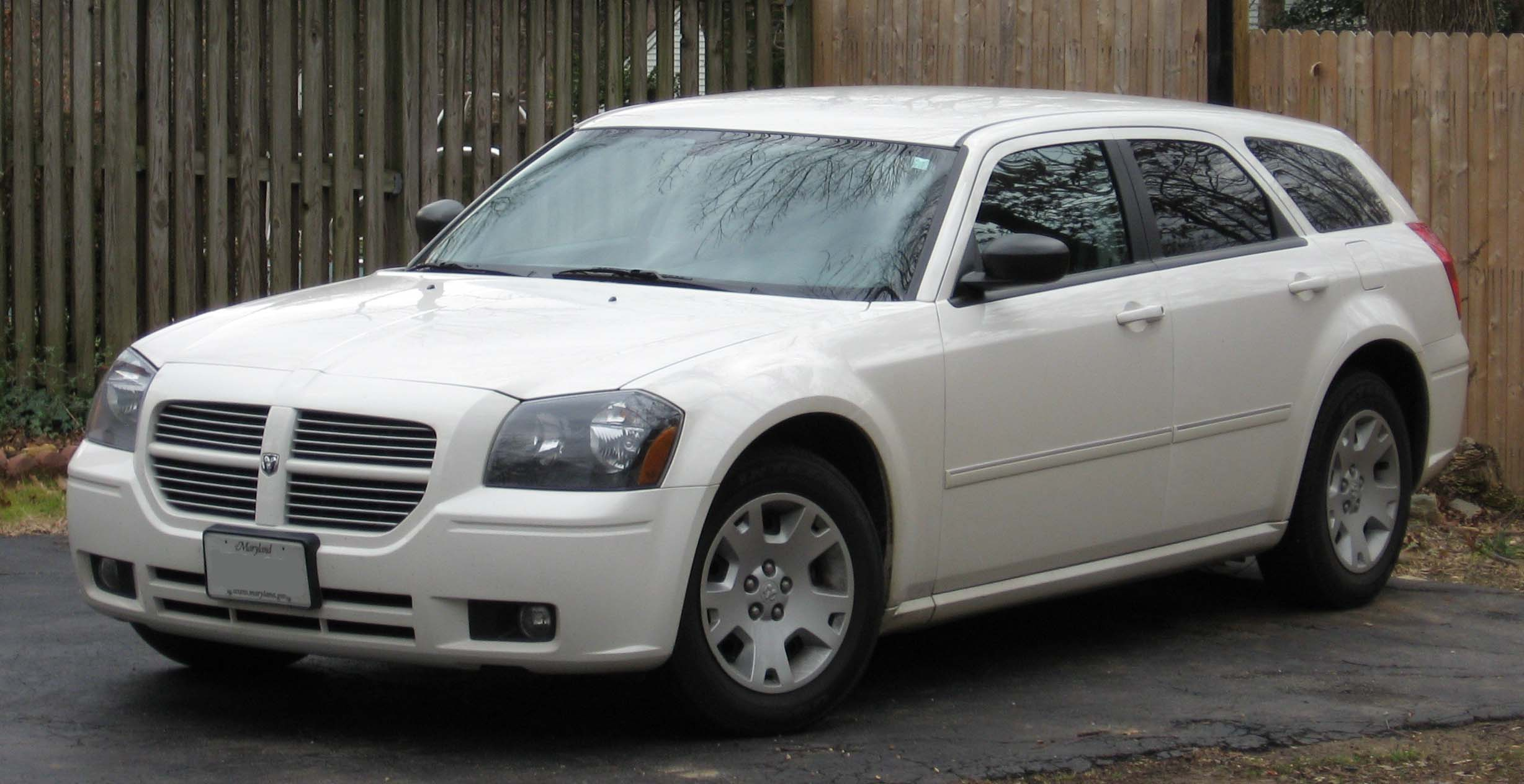
Chrysler 300 / Dodge Magnum
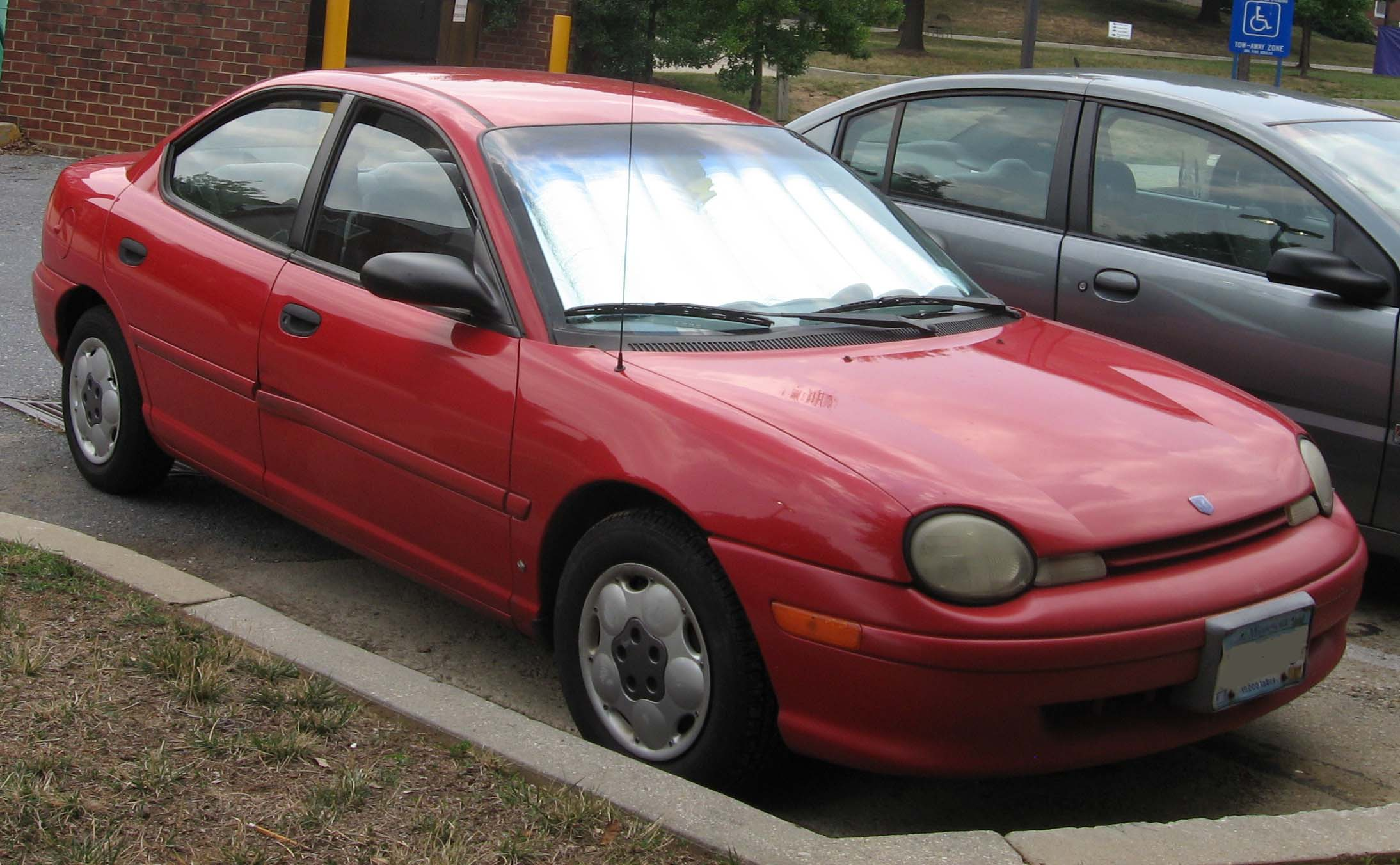
1. generációs Neon 95-99 (Chrysler, Dodge & Plymouth)
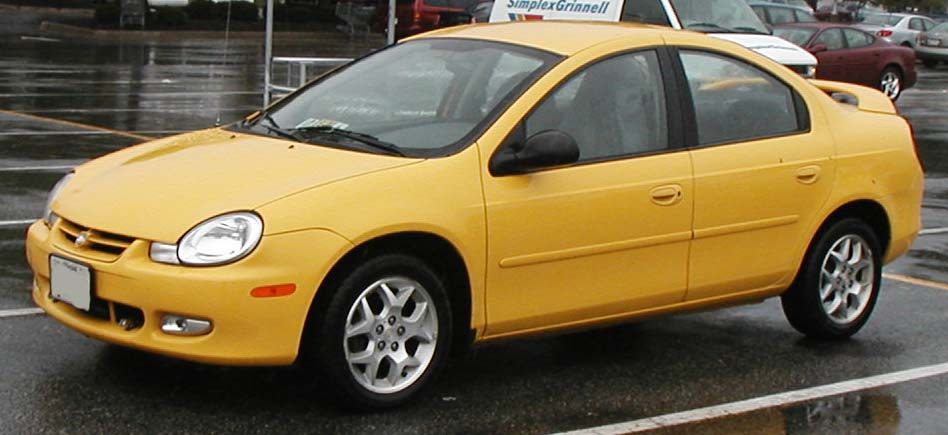
2nd. Gen. Neon 2000–2005 (Chrysler, Dodge & Plymouth)
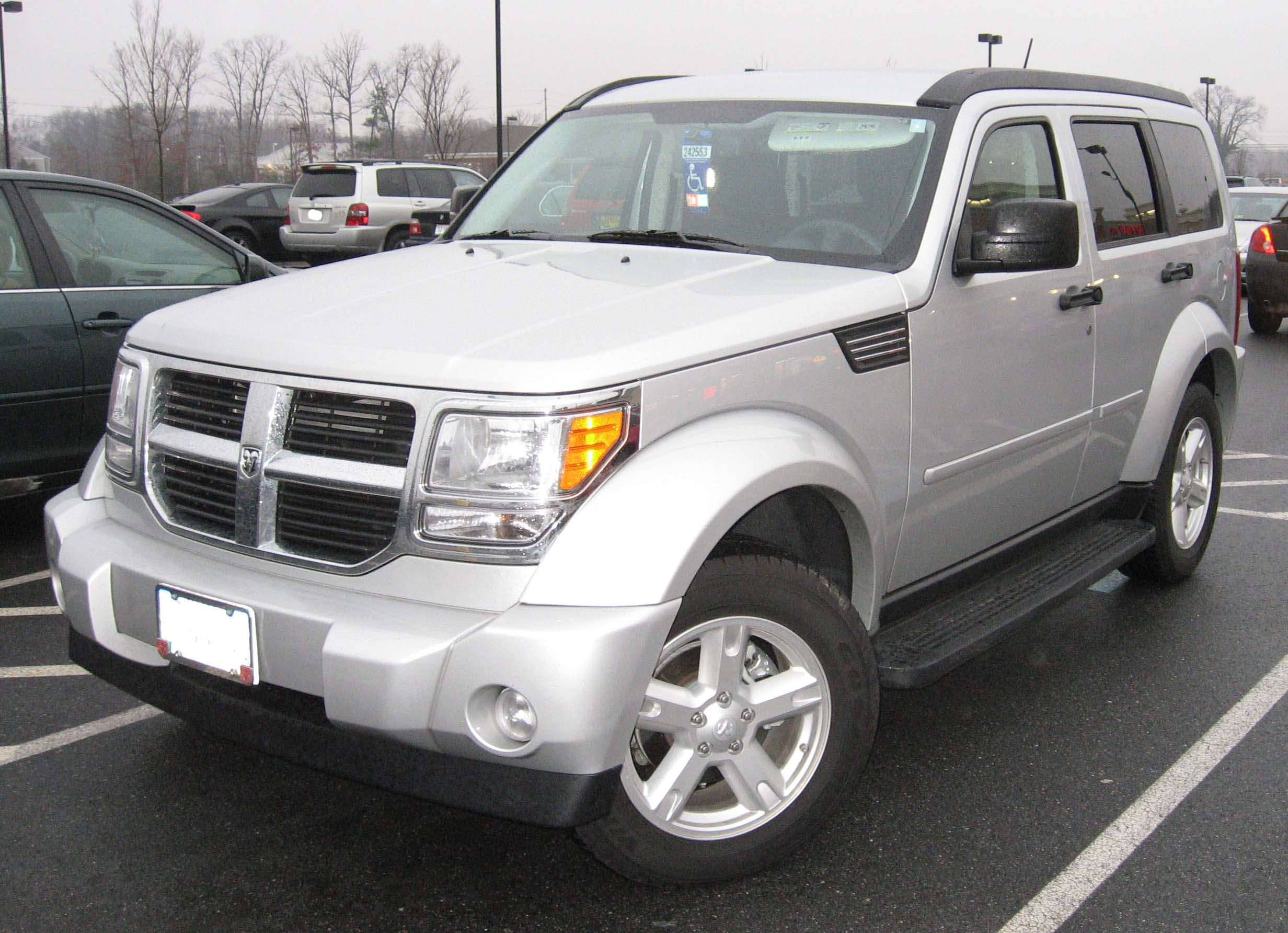
Nitro (Dodge)
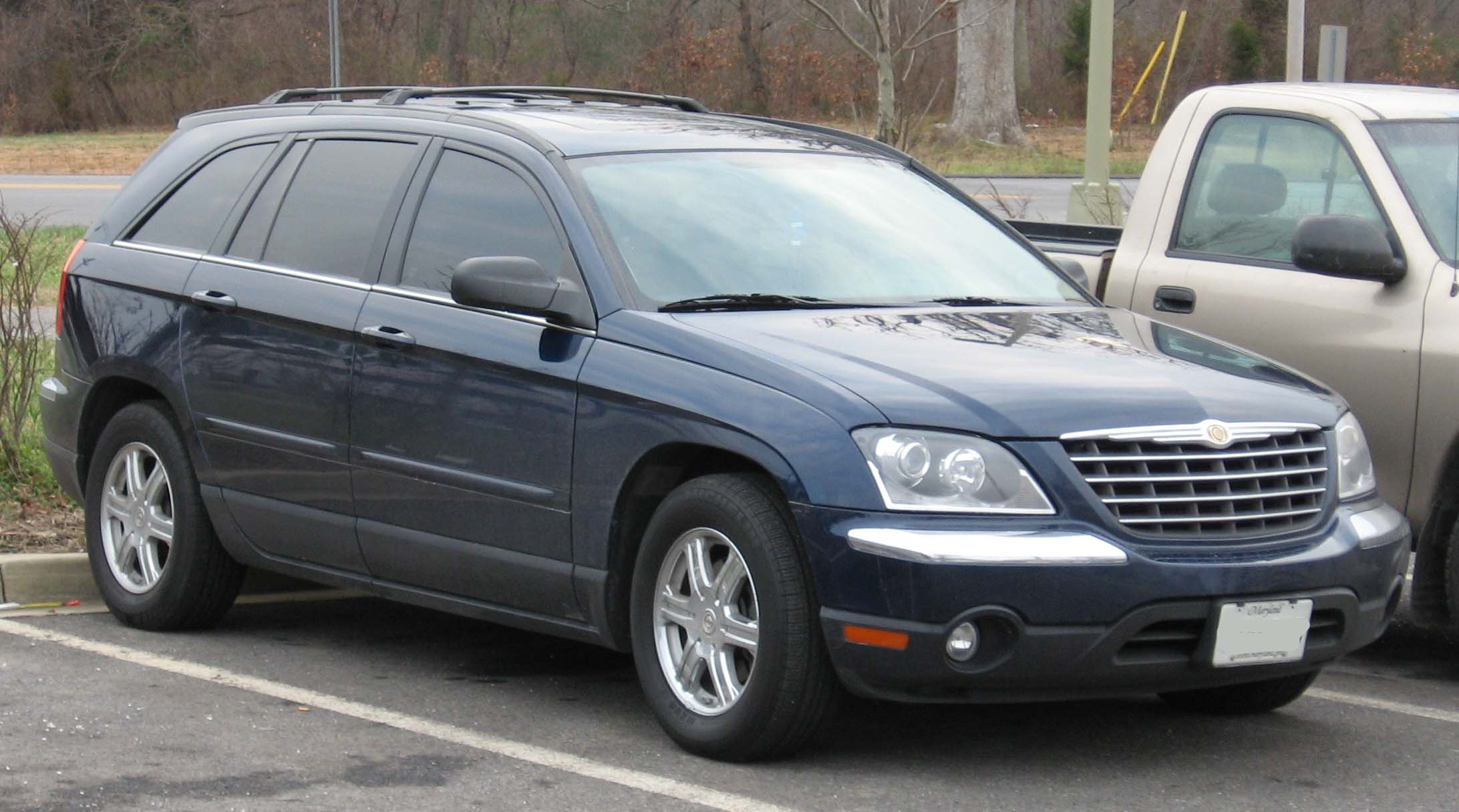
Pacifica (Chrysler)
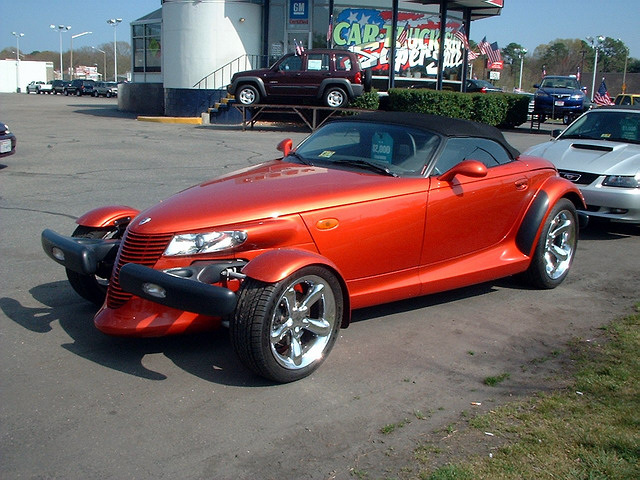
Prowler (Chrysler & Plymouth)
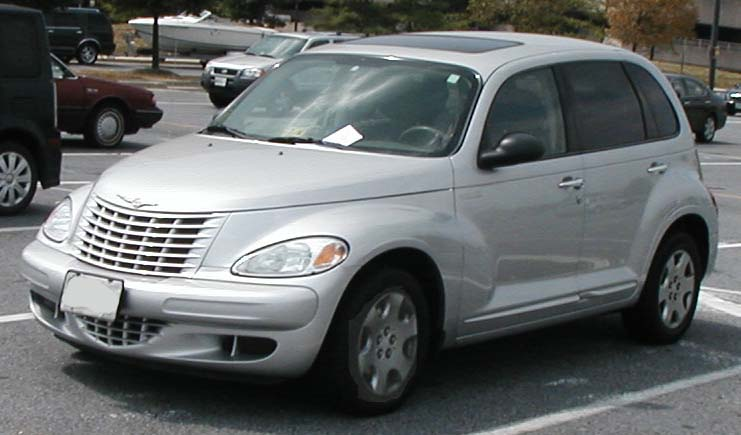
PT Cruiser (Chrysler)
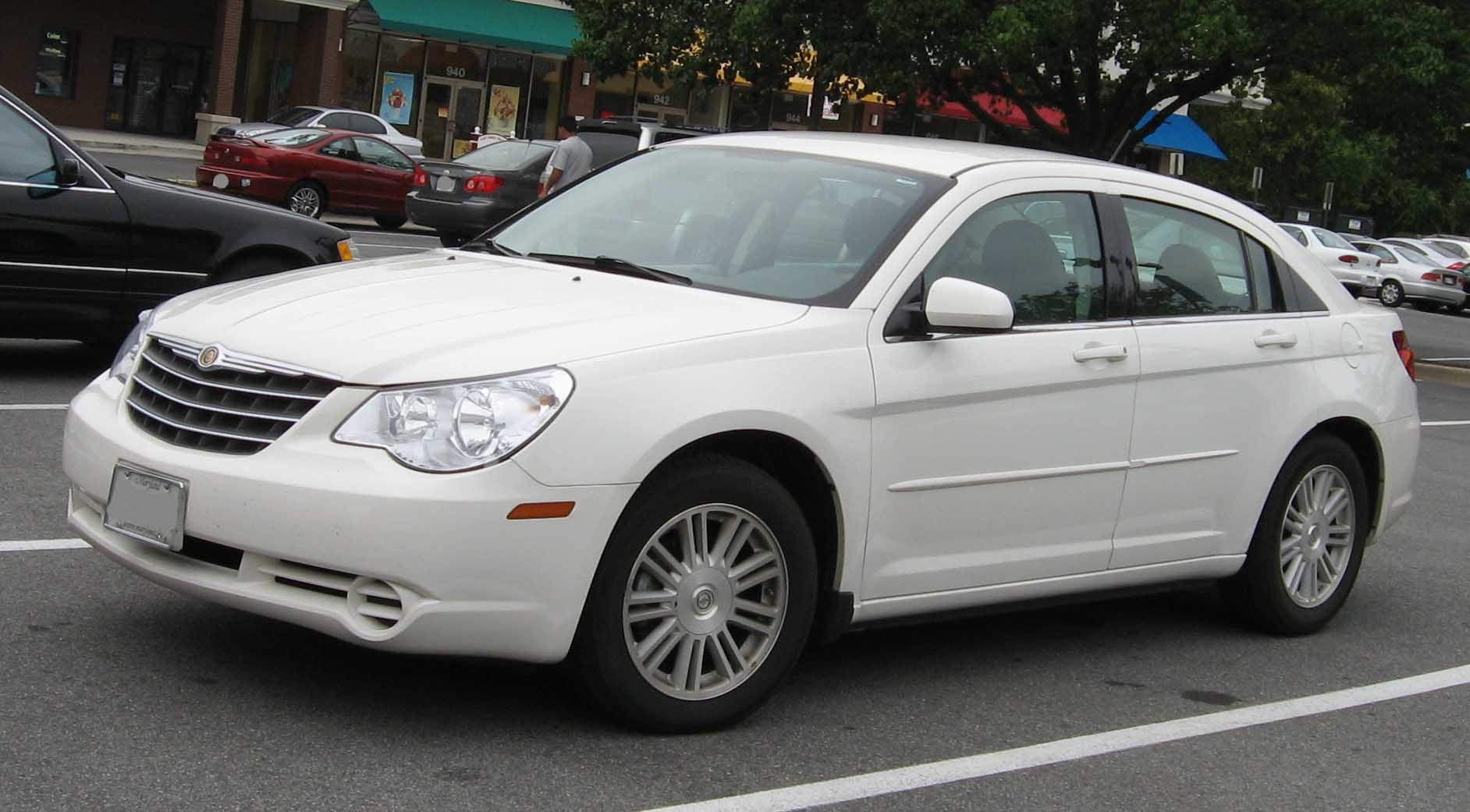
Sebring (Chrysler)
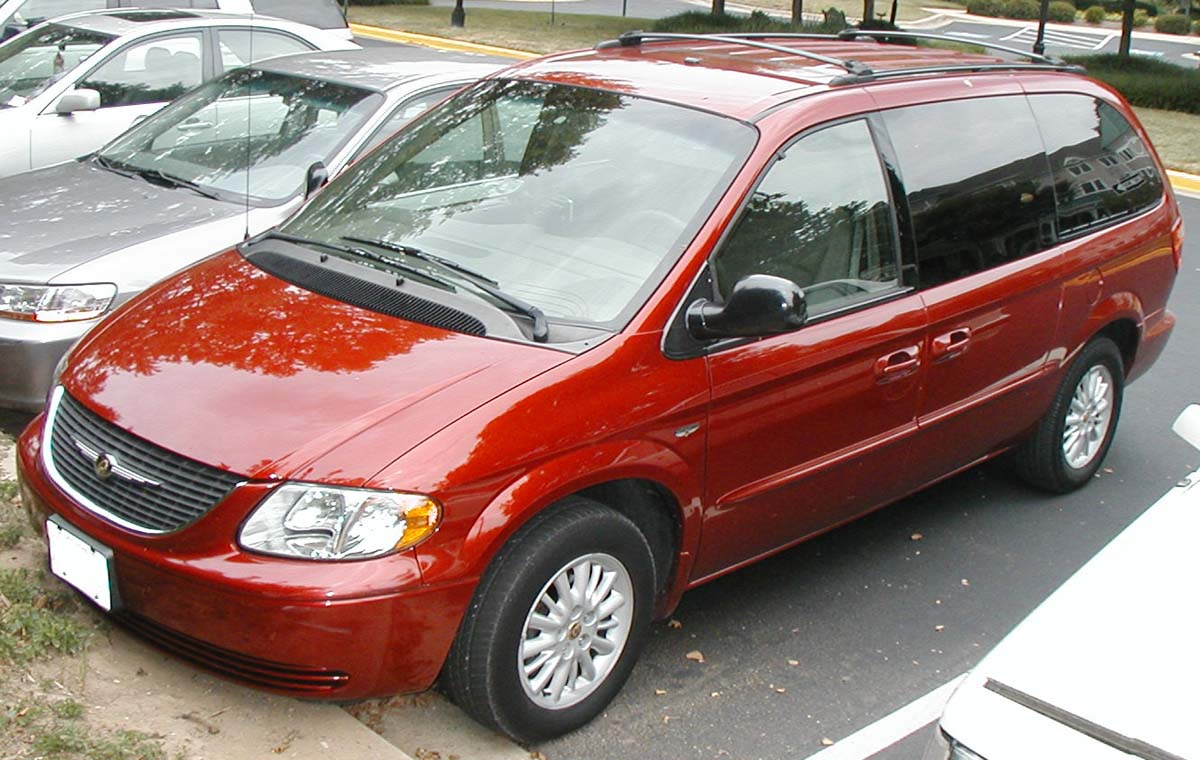
Town & Country / Voyager (Chrysler & Plymouth); Dodge Caravan
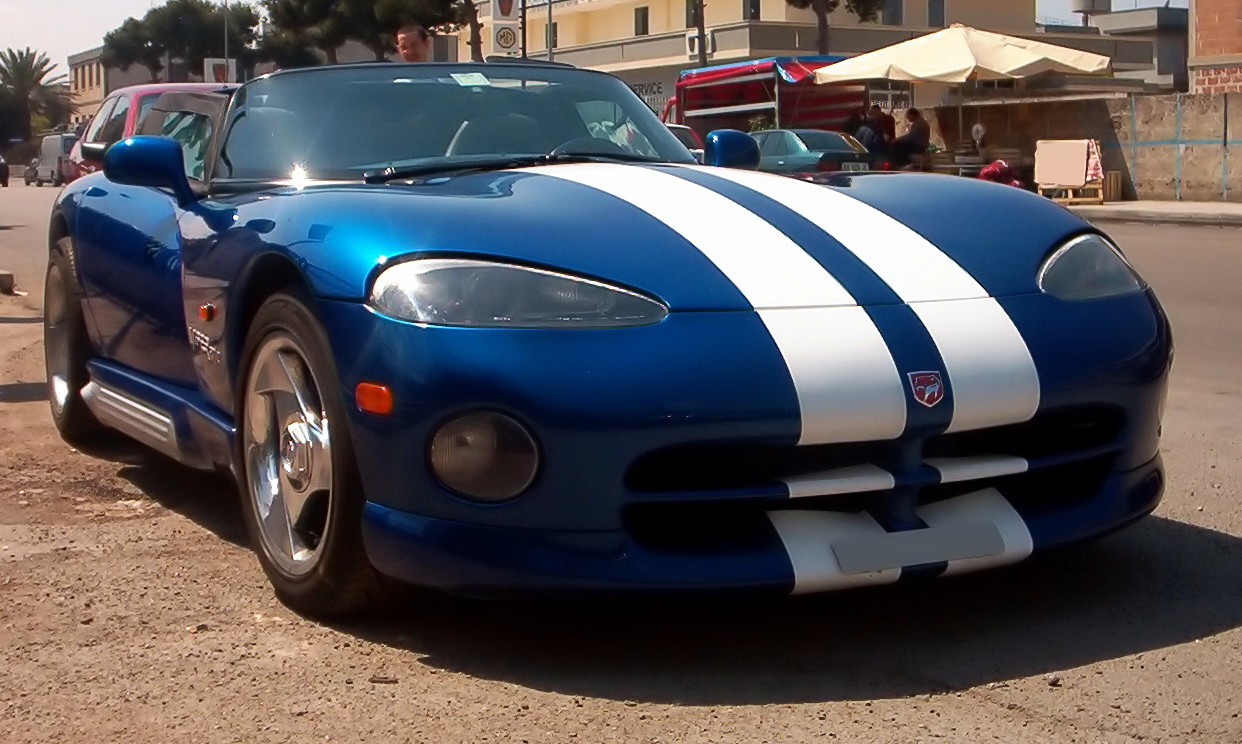
Viper (Dodge)
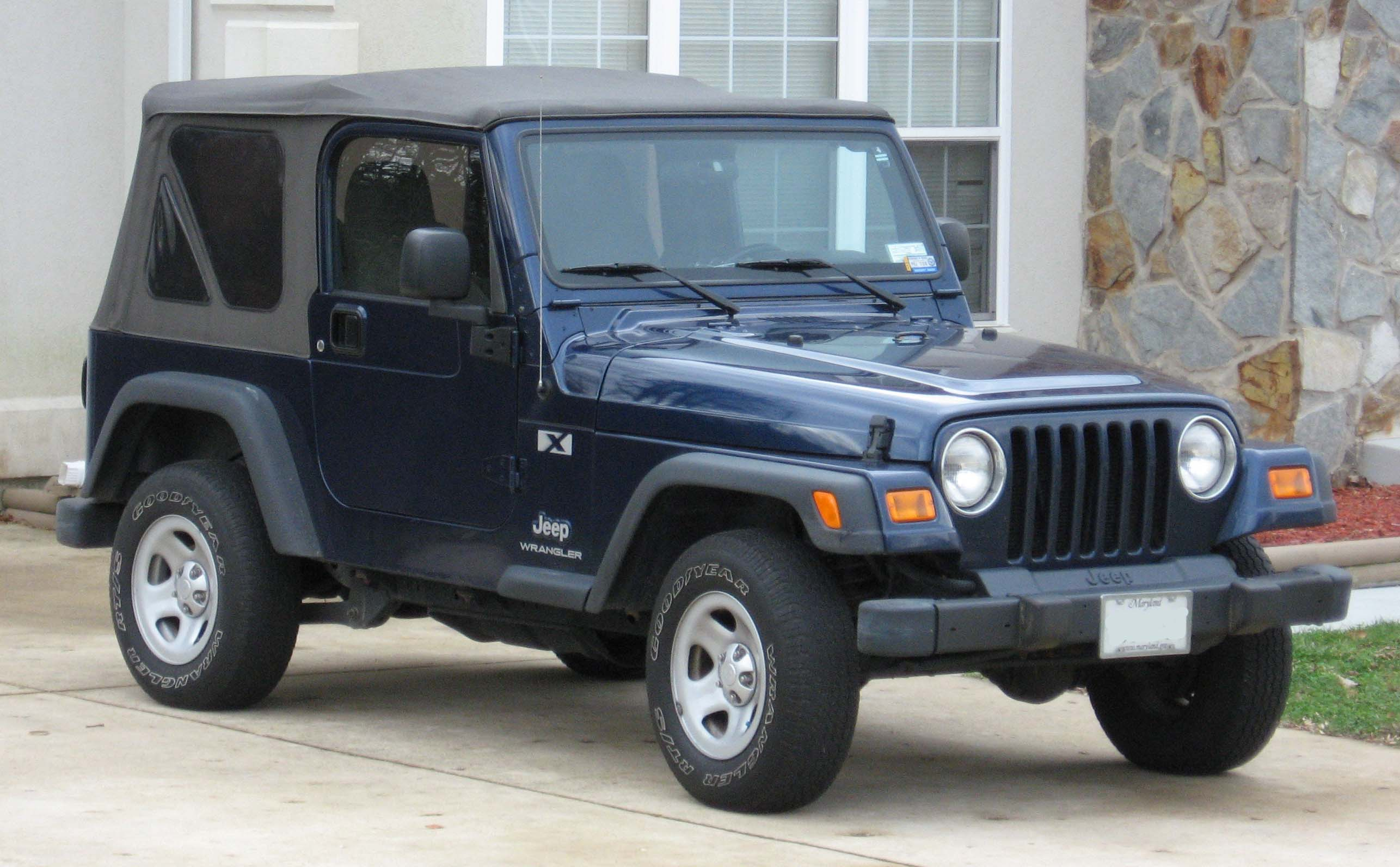
Wrangler (Jeep)